# Liste von Terroranschlägen im Jahr 2017
Die Liste von Terroranschlägen im Jahr 2017 enthält eine unvollständige Auswahl von Terroranschlägen, die im Jahr 2017 passierten. Attentate werden gesondert in der Liste bekannter Attentate behandelt. Die Liste von Sprengstoffanschlägen listet auch nichtterroristische Anschläge. Die Liste von Flugzeugentführungen enthält eine Liste mit meist terroristischem Hintergrund. Im Artikel Rechtsterrorismus werden weitere terroristische Anschläge aufgezählt.
Zur großen Übersicht siehe Liste von Terroranschlägen.

## Erläuterung
In der Spalte Politische Ausrichtung ist die politische bzw. weltanschauliche Einordnung der Täter angegeben: faschistisch, rassistisch, nationalistisch, nationalsozialistisch, sozialistisch, kommunistisch, antiimperialistisch, islamistisch (schiitisch, sunnitisch, deobandisch, salafistisch, wahhabitisch), hinduistisch. Bei vorrangig auf staatliche Unabhängigkeit oder Autonomie zielender Ausrichtung ist autonomistisch vorangestellt, gefolgt von der Region oder der Volksgruppe und ggf. weiteren Merkmalen der Täter: armenisch, irisch (katholisch), kurdisch, tirolisch, tschetschenisch, dagestanisch, punjabisch (sikhistisch), palästinensisch.
Die Opferzahlen der Anschläge werden farbig dargestellt:

Die Zahl bei den Anschlägen getöteter/verletzter Täter ist in Klammern ( ) gesetzt.

## Januar
| Datum/Beginn    | Betroffenes Land                  | Anschlag                    | Täter                                                              | Politische Ausrichtung                                          | Mittel                                                         | Ziel                                       | Tote    | Verletzte | Hintergrund                                       |
| --------------- | --------------------------------- | --------------------------- | ------------------------------------------------------------------ | --------------------------------------------------------------- | -------------------------------------------------------------- | ------------------------------------------ | ------- | --------- | ------------------------------------------------- |
| 01. Januar 2017 | Italien                           | Anschlag in Florenz         | Anarchisten                                                        | anarchistisch                                                   | Paketbombe                                                     | Buchhandlung                               | 0       | 1         |                                                   |
| 01. Januar 2017 | Türkei                            | Anschlag in Istanbul        | IS                                                                 | salafistisch, wahhabitisch                                      | Sturmgewehr                                                    | Nachtklub, Zivilisten                      | 39      | 69        |                                                   |
| 01. Januar 2017 | Sudan                             | Anschlag in Wasat Darfur    | SLA                                                                |                                                                 | Schusswaffen                                                   | Flüchtlingslager                           | 8       | 60        | Darfur-Konflikt                                   |
| 02. Januar 2017 | Irak                              | Anschlag in Bagdad          | IS                                                                 | salafistisch, wahhabitisch                                      | Selbstmordattentäter mit Autobombe                             | Zivilisten                                 | 35 (+1) | 61        | Aufstand im Irak (nach US-Rückzug)                |
| 02. Januar 2017 | USA                               | Anschlag in Chicago         | Jordan Hill, Brittany Covington, Tesfaye Cooper, Tanisha Covington |                                                                 | Stichwaffe, Körperliche Gewalt                                 | Zivilist                                   | 0       | 1         |                                                   |
| 05. Januar 2017 | Schweden                          | Anschlag in Göteborg        | Nordic Resistance Movement                                         | nationalsozialistisch, rechtsextremistisch, rassistisch         | Sprengsatz                                                     | Flüchtlingszentrum                         | 0       | 1         |                                                   |
| 05. Januar 2017 | Türkei                            | Anschlag in Izmir           | TAK, PKK                                                           | autonomistisch, kurdisch-nationalistisch, sozialistisch         | Autobombe, Schusswaffen                                        | Gerichtsgebäude                            | 2 (+2)  | 6         | Konflikt zwischen der Republik Türkei und der PKK |
| 05. Januar 2017 | Jemen                             | Anschlag in Taʿizz          | Huthi                                                              | zaiditisch, antiimperialistisch, antizionistisch, antisemitisch | Rakete                                                         | Militärcamp                                | 6       | 24        | Bürgerkrieg im Jemen seit 2015                    |
| 05. Januar 2017 | Syrien                            | Anschlag in Dschabla        | IS                                                                 | salafistisch, wahhabitisch                                      | Selbstmordattentäter mit Autobombe                             | Stadion                                    | 11 (+1) | 35        | Bürgerkrieg in Syrien seit 2011                   |
| 06. Januar 2017 | USA                               | Anschlag in Fort Lauderdale | Esteban Santiago                                                   | islamistisch                                                    | Pistole                                                        | Flughafen                                  | 5       | 6         |                                                   |
| 06. Januar 2017 | Vereinigtes Königreich            | Anschlag in Belfast         |                                                                    |                                                                 | Schusswaffe                                                    | Zivilist                                   | 0       | 1         | Nordirlandkonflikt                                |
| 07. Januar 2017 | Jemen                             | Anschlag in Abyan           |                                                                    |                                                                 | Selbstmordattentäter                                           | Kontrollpunkt                              | 6 (+1)  | 20        | Bürgerkrieg im Jemen seit 2015                    |
| 07. Januar 2017 | Syrien                            | Anschlag in Aʿzāz           | IS                                                                 | salafistisch, wahhabitisch                                      | Autobombe                                                      | Markt                                      | 43      | 50+       | Bürgerkrieg in Syrien seit 2011                   |
| 08. Januar 2017 | Ukraine                           | Anschlag in Odessa          |                                                                    |                                                                 | Sprengsatz                                                     | Gebäude                                    | 2       | 1         | Krieg in der Ukraine seit 2014                    |
| 08. Januar 2017 | Irak                              | Anschlag in Bagdad          | IS                                                                 | salafistisch, wahhabitisch                                      | 2 Selbstmordattentäter, einer mit Autobombe                    | 2 Märkte                                   | 17 (+2) | 38        | Aufstand im Irak (nach US-Rückzug)                |
| 08. Januar 2017 | Palästinensische Autonomiegebiete | Anschlag in Jerusalem       | IS (verantwortlich gemacht), Groups of Martyr Baha Eleyan          | salafistisch, wahhabitisch                                      | Lkw                                                            | Israelische Soldaten                       | 4 (+1)  | 17        | Israelisch-Palästinensischer Konflikt             |
| 09. Januar 2017 | Ägypten                           | Anschlag in al-Arisch       | IS                                                                 | salafistisch, wahhabitisch                                      | Selbstmordattentäter mit Autobombe, Panzerfäuste, Schusswaffen | Kontrollpunkt, Zivilisten                  | 8 (+6)  | 10 (+3)   | Sinai-Aufstand                                    |
| 10. Januar 2017 | Afghanistan                       | Anschlag in Kabul           | Taliban                                                            | deobandisch-fundamentalistisch, paschtunisch, islamistisch      | 2 Selbstmordattentäter, einer mit Autobombe                    | Regierungsfahrzeug, Polizisten, Zivilisten | 38 (+2) | 72        | Krieg in Afghanistan                              |
| 10. Januar 2017 | Griechenland                      | Anschlag in Athen           | Organization for Revolutionary Self Defense                        |                                                                 | Sturmgewehr                                                    | Polizeibus                                 | 0       | 1         |                                                   |
| 12. Januar 2017 | Syrien                            | Anschlag in Damaskus        | al-Nusra-Front                                                     | salafistisch, wahhabitisch                                      | 2 Selbstmordattentäter                                         | Wohnviertel                                | 10 (+2) | 17        | Bürgerkrieg in Syrien seit 2011                   |
| 12. Januar 2017 | Vereinigtes Königreich            | Anschlag in Belfast         | IRA                                                                | autonomistisch, irisch-republikanisch, katholisch               | Schusswaffe(n)                                                 | Hochzeitspaar                              | 0       | 2         | Nordirlandkonflikt                                |
| 12. Januar 2017 | Ukraine                           | Anschlag in Marjinka        |                                                                    |                                                                 | Schusswaffe(n)                                                 | Zivilist                                   | 0       | 1         | Krieg in der Ukraine seit 2014                    |
| 13. Januar 2017 | Nigeria                           | Anschlag in Borno           | Boko Haram                                                         | wahhabitisch, islamistisch                                      | Panzerfaust, Schusswaffen                                      | Soldaten                                   | 3 (+10) | 27        | Scharia-Konflikt in Nigeria                       |
| 15. Januar 2017 | Irak                              | Anschlag in al-Chalis       | IS                                                                 | salafistisch, wahhabitisch                                      | Selbstmordattentäter mit Autobombe                             | Kontrollpunkt, Zivilisten                  | 9 (+1)  | 20        | Aufstand im Irak (nach US-Rückzug)                |
| 15. Januar 2017 | Syrien                            | Anschlag in Aleppo          | IS                                                                 | salafistisch, wahhabitisch                                      | Selbstmordattentäter mit Autobombe                             | Milizionäre, Zivilisten                    | 12 (+1) | 30        | Bürgerkrieg in Syrien seit 2011                   |
| 17. Januar 2017 | Vereinigtes Königreich            | Anschlag in Belfast         |                                                                    |                                                                 | Schusswaffe                                                    | Zivilist                                   | 0       | 1         | Nordirlandkonflikt                                |
| 18. Januar 2017 | Irak                              | Anschlag in Bagdad          | IS                                                                 | salafistisch, wahhabitisch                                      | Autobombe                                                      | Zivilisten                                 | 7       | 20        | Aufstand im Irak (nach US-Rückzug)                |
| 18. Januar 2017 | Mali                              | Anschlag in Gao             | al-Qaida im Maghreb                                                | salafistisch, wahhabitisch                                      | 5 Selbstmordattentäter mit Autobombe                           | Militärstützpunkt                          | 77 (+5) | 115       | Konflikt in Nordmali (seit 2012)                  |
| 20. Januar 2017 | USA                               | Anschlag in Kansas City     |                                                                    | homophob                                                        | Schusswaffe, Körperliche Gewalt                                | Zivilist                                   | 0       | 1         |                                                   |
| 21. Januar 2017 | Afghanistan                       | Anschlag in Kandahar        | Taliban                                                            | deobandisch-fundamentalistisch, paschtunisch, islamistisch      | Schusswaffen                                                   | Polizeistation                             | 43      |           | Krieg in Afghanistan seit 2001                    |
| 21. Januar 2017 | Pakistan                          | Anschlag in Parachinar      | TTP                                                                | deobandisch, islamisch-fundamentalistisch                       | Sprengsatz in Gemüsekiste                                      | Markt                                      | 26      | 65        | Konflikt in Nordwest-Pakistan                     |
| 22. Januar 2017 | Indien                            | Anschlag in Andhra Pradesh  | Maoisten                                                           | maoistisch                                                      | Sabotage                                                       | Gleisanlagen                               | 34      | 61        | Naxalitenaufstand                                 |
| 22. Januar 2017 | Vereinigtes Königreich            | Anschlag in Belfast         | IRA                                                                | autonomistisch, irisch-republikanisch, katholisch               | Sturmgewehr                                                    | Polizist                                   | 0       | 1         | Nordirlandkonflikt                                |
| 25. Januar 2017 | Somalia                           | Anschlag in Mogadischu      | al-Shabaab                                                         | wahhabitisch, islamistisch                                      | Selbstmordattentäter mit Autobombe, Autobombe, Schusswaffen    | Hotel, Regierungsmitglieder, Journalisten  | 30 (+4) | 41        | Somalischer Bürgerkrieg                           |
| 29. Januar 2017 | Kanada                            | Anschlag in Quebec          | Alexandre Bissonnette (Rechtsextremist)                            | islamfeindlich, rechtsextremistisch                             | Schusswaffen                                                   | Moschee                                    | 6       | 19        |                                                   |
| 29. Januar 2017 | Russland                          | Anschlag in Schali          | IS                                                                 | salafistisch, wahhabitisch                                      | Granate, Schusswaffen                                          | Polizeikontrollpunkt                       | 2 (+3)  | 2         | Aufstand im Nordkaukasus                          |
| 29. Januar 2017 | Ukraine                           | Anschlag nahe Awdijiwka     | Volksrepublik Donezk                                               | autonomistisch, russisch-nationalistisch                        | Panzerfaust, Mörser, Automatische Schusswaffen                 | Soldaten, Zivilisten                       | 19      | 13        | Krieg in der Ukraine seit 2014                    |
| 30. Januar 2017 | Somalia                           | Anschlag in Bay             | al-Shabaab                                                         | wahhabitisch, islamistisch                                      | Gift                                                           | Brunnen                                    | 32      | 10        | Somalischer Bürgerkrieg                           |
| 31. Januar 2017 | USA                               | Anschlag in Denver          | Joshua Cummings                                                    | islamistisch                                                    | Schusswaffe                                                    | Sicherheitsbeamter                         | 1       | 0         |                                                   |

## Februar
| Datum/Beginn     | Betroffenes Land             | Anschlag                         | Täter                               | Politische Ausrichtung                                          | Mittel                                             | Ziel                                    | Tote     | Verletzte | Hintergrund                                      |
| ---------------- | ---------------------------- | -------------------------------- | ----------------------------------- | --------------------------------------------------------------- | -------------------------------------------------- | --------------------------------------- | -------- | --------- | ------------------------------------------------ |
| 02. Februar 2017 | Zentralafrikanische Republik | Anschlag in Ouham-Pendé          | Return, Reclamation, Rehabilitation |                                                                 | Schusswaffen, Brandstiftung                        | Dorf                                    | 20       | 24        | Bürgerkrieg in der Zentralafrikanischen Republik |
| 02. Februar 2017 | Ukraine                      | Anschlag in Awdijiwka            | Volksrepublik Donezk                | autonomistisch, russisch-nationalistisch                        | Mörsergranaten                                     | Zivilisten                              | 0        | 2         | Krieg in der Ukraine seit 2014                   |
| 03. Februar 2017 | Frankreich                   | Anschlag in Paris                | Abdallah El-Hamahmy                 | islamistisch                                                    | Macheten                                           | Soldaten                                | 0        | 1 (+1)    |                                                  |
| 07. Februar 2017 | Afghanistan                  | Anschlag in Kabul                | IS                                  | salafistisch, wahhabitisch                                      | Selbstmordattentäter                               | Gerichtsgebäude                         | 21 (+1)  | 41        | Krieg in Afghanistan                             |
| 10. Februar 2017 | Demokratische Republik Kongo | Anschlag in Kasaï-Central        | Kamwina Nsapu-Miliz                 |                                                                 | Schusswaffen                                       | Dorf                                    | 30+      |           |                                                  |
| 11. Februar 2017 | Afghanistan                  | Anschlag in Laschkar Gah         | Taliban                             | deobandisch-fundamentalistisch, paschtunisch, islamistisch      | Selbstmordattentäter mit Autobombe                 | Soldaten, Zivilisten                    | 6 (+1)   | 21        | Krieg in Afghanistan                             |
| 11. Februar 2017 | Syrien                       | Anschlag in Aleppo               | IS                                  | salafistisch, wahhabitisch                                      |                                                    | Soldaten                                | 39 (+12) |           | Bürgerkrieg in Syrien seit 2011                  |
| 13. Februar 2017 | Pakistan                     | Anschlag in Lahore               | TTP                                 | deobandisch, islamisch-fundamentalistisch                       | Selbstmordattentäter                               | Demonstranten                           | 18 (+1)  | 90+       | Konflikt in Nordwest-Pakistan                    |
| 15. Februar 2017 | Vereinigtes Königreich       | Anschlag in Belfast              | Irisch-republikanische Extremisten  | irisch-republikanisch                                           | Schusswaffe                                        | Zivilist                                | 0        | 1         | Nordirlandkonflikt                               |
| 15. Februar 2017 | Irak                         | Anschlag in Bagdad               | IS                                  | salafistisch, wahhabitisch                                      | Selbstmordattentäter mit Autobombe                 | Zivilisten                              | 9 (+1)   | 30        | Aufstand im Irak (nach US-Rückzug)               |
| 16. Februar 2017 | Pakistan                     | Anschlag in Sehwan Sharif        |                                     |                                                                 | Selbstmordattentäter                               | Sufi-Schrein                            | 90 (+1)  | 350+      | Konflikt in Nordwest-Pakistan                    |
| 16. Februar 2017 | Vereinigtes Königreich       | Anschlag in Belfast              | Irisch-republikanische Extremisten  | irisch-republikanisch                                           | Schusswaffe                                        | Zivilist                                | 0        | 1         | Nordirlandkonflikt                               |
| 16. Februar 2017 | Irak                         | Anschlag in Bagdad               | IS                                  | salafistisch, wahhabitisch                                      | Autobombe                                          | Schiitische Zivilisten                  | 45       | 50        | Aufstand im Irak (nach US-Rückzug)               |
| 18. Februar 2017 | Demokratische Republik Kongo | Anschlag in Nord-Kivu            | Mai-Mai                             |                                                                 | Macheten, Schusswaffen                             | Hutu-Zivilisten                         | 25       | 0         |                                                  |
| 18. Februar 2017 | Irak                         | Anschläge in Mossul und Tal Afar | IS                                  | salafistisch, wahhabitisch                                      |                                                    | Sicherheitskräfte                       | 25 (+44) | 12        | Aufstand im Irak (nach US-Rückzug)               |
| 19. Februar 2017 | Somalia                      | Anschlag in Mogadischu           | al-Shabaab                          | wahhabitisch, islamistisch                                      | Selbstmordattentäter mit Autobombe                 | Markt                                   | 39 (+1)  | 47        | Somalischer Bürgerkrieg                          |
| 19. Februar 2017 | Kolumbien                    | Anschlag in Bogotá               | ELN                                 | marxistisch-leninistisch                                        | Sprengsatz                                         | Polizisten, Zivilisten                  | 1        | 26        | Bewaffneter Konflikt in Kolumbien                |
| 21. Februar 2017 | Pakistan                     | Anschlag in Charsadda            | TTP                                 | deobandisch, islamisch-fundamentalistisch                       | Selbstmordattentäter mit Granaten und Schusswaffen | Gerichtskomplex                         | 7 (+3)   | 22        | Konflikt in Nordwest-Pakistan                    |
| 21. Februar 2017 | Irak                         | Anschlag in Bagdad               |                                     |                                                                 | Autobombe                                          | Zivilisten                              | 7        | 30        | Aufstand im Irak (nach US-Rückzug)               |
| 21. Februar 2017 | Syrien                       | Anschlag in Darʿā                | Khalid ibn al-Walid Army            | salafistisch                                                    | Panzer                                             | FSA-Positionen, Zivilisten              | 24       | 0         | Bürgerkrieg in Syrien seit 2011                  |
| 22. Februar 2017 | USA                          | Anschlag in Olathe               | Adam W. Purinton                    | rassistisch, rechtsextremistisch                                | Schusswaffe                                        | Indische Zivilisten                     | 1        | 2         |                                                  |
| 22. Februar 2017 | Jemen                        | Anschlag in Taʿizz               | Huthi                               | zaiditisch, antiimperialistisch, antizionistisch, antisemitisch | Rakete                                             | Militärcamp                             | 7        | 25        | Bürgerkrieg im Jemen seit 2015                   |
| 23. Februar 2017 | Irak                         | Anschlag in Mossul               | IS                                  | salafistisch, wahhabitisch                                      | Raketen                                            | Soldaten                                | 24+      | 0         | Aufstand im Irak (nach US-Rückzug)               |
| 24. Februar 2017 | Syrien                       | Anschlag in Aleppo               | IS                                  | salafistisch, wahhabitisch                                      | Selbstmordattentäter mit Autobombe                 | FSA-Kommandozentrale                    | 77 (+1)  | 100       | Bürgerkrieg in Syrien seit 2011                  |
| 25. Februar 2017 | Syrien                       | Anschlag in Homs                 | Haiʾat Tahrir asch-Scham            | salafistisch, wahhabitisch                                      | 6 Selbstmordattentäter mit Schusswaffen            | Regierungsgebäude, Militärhauptquartier | 42 (+6)  | 34        | Bürgerkrieg in Syrien seit 2011                  |
| 26. Februar 2017 | Schweden                     | Anschlag in Vänersborg           |                                     |                                                                 | Brandstiftung                                      | Flüchtlingszentrum                      | 0        | 15        |                                                  |
| 28. Februar 2017 | Deutschland                  | Anschlag in Berlin               | Conspiracy of Vengeful Arsonists    |                                                                 | Brandstiftung                                      | Sicherheitsfahrzeuge                    | 0        | 0         |                                                  |

## März
| Datum/Beginn  | Betroffenes Land             | Anschlag                   | Täter                                  | Politische Ausrichtung                                          | Mittel                                                                 | Ziel                                     | Tote    | Verletzte | Hintergrund                                      |
| ------------- | ---------------------------- | -------------------------- | -------------------------------------- | --------------------------------------------------------------- | ---------------------------------------------------------------------- | ---------------------------------------- | ------- | --------- | ------------------------------------------------ |
| 01. März 2017 | Afghanistan                  | Anschlag in Kabul          | Taliban                                | deobandisch-fundamentalistisch, paschtunisch, islamistisch      | Selbstmordattentäter mit Autobombe, Selbstmordattentäter, Schusswaffen | Regierungsgebäude, Polizeistation        | 23 (+7) | 107       | Krieg in Afghanistan                             |
| 03. März 2017 | Afghanistan                  | Anschlag in Farah          |                                        |                                                                 | Sprengsatz                                                             | Zivilisten                               | 8       | 20        | Krieg in Afghanistan                             |
| 03. März 2017 | USA                          | Anschlag in Kent           |                                        |                                                                 | Schusswaffe(n)                                                         | Sikh-Zivilist                            | 0       | 1         |                                                  |
| 08. März 2017 | Afghanistan                  | Anschlag in Kabul          |                                        |                                                                 | Granaten, Sturmgewehre, Messer                                         | Militärkrankenhaus                       | 50 (+4) | 50        | Krieg in Afghanistan                             |
| 08. März 2017 | Afghanistan                  | Anschlag in Faryab         |                                        |                                                                 | Gift                                                                   | Mädchenschule                            | 0       | 84        | Krieg in Afghanistan                             |
| 08. März 2017 | Irak                         | Anschlag in Salah ad-Din   | IS                                     | salafistisch, wahhabitisch                                      | 4 Selbstmordattentäter                                                 | Hochzeit                                 | 26 (+4) | 25        | Aufstand im Irak (nach US-Rückzug)               |
| 11. März 2017 | Syrien                       | Anschlag in Damaskus       | Haiʾat Tahrir asch-Scham               | salafistisch, wahhabitisch                                      | Selbstmordattentäter, Sprengsatz                                       | Schiitische Pilger, Soldaten, Zivilisten | 76      |           | Bürgerkrieg in Syrien seit 2011                  |
| 15. März 2017 | Syrien                       | Anschlag in Damaskus       | IS                                     | salafistisch, wahhabitisch                                      | 2 Selbstmordattentäter                                                 | Restaurant, Palast der Gerechtigkeit     | 31 (+2) | 88        | Bürgerkrieg in Syrien seit 2011                  |
| 15. März 2017 | Irak                         | Anschlag in Tikrit         | IS                                     | salafistisch, wahhabitisch                                      | Autobombe                                                              | Zivilisten                               | 8       | 43        | Aufstand im Irak (nach US-Rückzug)               |
| 17. März 2017 | Afghanistan                  | Anschlag in Chost          | Taliban                                | deobandisch-fundamentalistisch, paschtunisch, islamistisch      | Selbstmordattentäter mit Autobombe, Schusswaffen                       | Militärstützpunkt                        | 1 (+4)  | 26        | Krieg in Afghanistan                             |
| 17. März 2017 | Jemen                        | Anschlag in Ma'rib         | Huthi                                  | zaiditisch, antiimperialistisch, antizionistisch, antisemitisch | Raketen                                                                | Militärcamp                              | 32      | 81        | Bürgerkrieg im Jemen seit 2015                   |
| 17. März 2017 | Deutschland                  | Anschlag in Hamburg        | Fire and Flame for the Police          |                                                                 | Brandstiftung                                                          | Polizeifahrzeuge                         | 0       | 0         |                                                  |
| 18. März 2017 | Frankreich                   | Anschlag nahe Paris        | Ziyed Ben Belgacem                     | islamistisch                                                    | Revolver                                                               | Soldat                                   | 0 (+1)  | 0         |                                                  |
| 20. März 2017 | USA                          | Anschlag in New York City  | James Harris Jackson (Rechtsextremist) | rassistisch, rechtsextremistisch                                | Schwert                                                                | Afro-Amerikanischer Zivilist             | 1       | 0         |                                                  |
| 20. März 2017 | Irak                         | Anschlag in Bagdad         | IS                                     | salafistisch, wahhabitisch                                      | Autobombe                                                              | Markt                                    | 27      | 45        | Aufstand im Irak (nach US-Rückzug)               |
| 20. März 2017 | Nigeria                      | Anschlag in Benue          | Fulani-Extremisten                     |                                                                 | Schuss- und Stichwaffen, Brandstiftung                                 | Markt, Gebäude                           | 73+     |           | Scharia-Konflikt in Nigeria                      |
| 21. März 2017 | Zentralafrikanische Republik | Anschlag in Ouaka          | Séléka                                 | muslimisch                                                      | Schusswaffen                                                           | Dörfer                                   | 50+     |           | Bürgerkrieg in der Zentralafrikanischen Republik |
| 22. März 2017 | Vereinigtes Königreich       | Anschlag in London         | Khalid Masood                          | islamistisch                                                    | Fahrzeug, Messer                                                       | Zivilisten, Polizisten                   | 5 (+1)  | 50        |                                                  |
| 23. März 2017 | Ukraine                      | Anschlag in Balaklija      | vermutlich Pro-Russische Extremisten   | pro-russisch                                                    | Drohne, Sprengsatz                                                     | Munitionsdepot                           | 1       | 1         | Krieg in der Ukraine seit 2014                   |
| 24. März 2017 | Tschetschenien, Russland     | Anschlag in Tschetschenien | IS                                     | salafistisch, wahhabitisch                                      | Automatische Schusswaffen                                              | Militärposten                            | 6 (+6)  | 3         | Aufstand im Nordkaukasus                         |
| 24. März 2017 | Finnland                     | Anschlag in Helsinki       |                                        |                                                                 | Brandstiftung                                                          | Asylbewerber-Protestcamp                 | 0       | 1         |                                                  |
| 24. März 2017 | Demokratische Republik Kongo | Anschlag in Kasaï-Central  | Kamwina Nsapu-Miliz                    |                                                                 | Entführung                                                             | Polizisten                               | 39+     | 0         |                                                  |
| 25. März 2017 | Bangladesch                  | Anschlag in Sylhet         |                                        |                                                                 | 2 Sprengsätze                                                          | Polizisten, Zivilisten                   | 7       | 38        |                                                  |
| 27. März 2017 | Vereinigtes Königreich       | Anschlag in Derry          | Irisch-republikanische Extremisten     | irisch-republikanisch                                           | Schusswaffe                                                            | Zivilist                                 | 0       | 1         | Nordirlandkonflikt                               |
| 27. März 2017 | Deutschland                  | Anschlag in Hamburg        | Linksextremisten                       | linksextremistisch                                              | Brandstiftung                                                          | Polizeifahrzeuge                         | 0       | 0         |                                                  |
| 28. März 2017 | Russland                     | Anschlag in Kropotkin      |                                        |                                                                 | Körperliche Gewalt                                                     | Journalisten                             | 0       | 2         | Aufstand im Nordkaukasus                         |
| 29. März 2017 | Vereinigtes Königreich       | Anschlag in Derry          | IRA                                    | autonomistisch, irisch-republikanisch, katholisch               | Schusswaffe                                                            | Ehemaliges IRA-Mitglied                  | 0       | 1         | Nordirlandkonflikt                               |
| 29. März 2017 | Irak                         | Anschlag in Bagdad         | IS                                     | salafistisch, wahhabitisch                                      | Selbstmordattentäter mit Autobombe                                     | Kontrollpunkt                            | 15 (+1) | 45        | Aufstand im Irak (nach US-Rückzug)               |
| 30. März 2017 | Irak                         | Anschlag in Mossul         | IS                                     | salafistisch, wahhabitisch                                      | Exekution                                                              | Zivilisten                               | 23      | 0         | Aufstand im Irak (nach US-Rückzug)               |
| 31. März 2017 | Pakistan                     | Anschlag in Parachinar     | TTP                                    | deobandisch, islamisch-fundamentalistisch                       | Selbstmordattentäter mit Autobombe                                     | Markt, Moschee                           | 23 (+1) | 136       | Konflikt in Nordwest-Pakistan                    |

## April
| Datum/Beginn   | Betroffenes Land             | Anschlag                          | Täter                                          | Politische Ausrichtung                                          | Mittel                                                                   | Ziel                                 | Tote      | Verletzte | Hintergrund                                       |
| -------------- | ---------------------------- | --------------------------------- | ---------------------------------------------- | --------------------------------------------------------------- | ------------------------------------------------------------------------ | ------------------------------------ | --------- | --------- | ------------------------------------------------- |
| 03. April 2017 | Russland                     | Anschlag in St. Petersburg        | Akbarschon Dschalilow (al-Qaida)               | islamistisch                                                    | Selbstmordattentäter, Sprengsatz                                         | U-Bahn-Station, U-Bahn-Zug           | 15 (+1)   | 63        |                                                   |
| 04. April 2017 | Irak                         | Anschlag in Tikrit                | IS                                             | salafistisch, wahhabitisch                                      | Selbstmordattentäter mit Schusswaffen                                    | Kontrollpunkt, Gebäude               | 31 (+5)   | 42        | Aufstand im Irak (nach US-Rückzug)                |
| 04. April 2017 | Russland                     | Anschlag in Astrachan             | IS                                             | salafistisch, wahhabitisch                                      | Schusswaffen                                                             | Verkehrspolizisten                   | 2         | 0         | Aufstand im Nordkaukasus                          |
| 04. April 2017 | Irak                         | Anschlag in Mossul                | IS                                             | salafistisch, wahhabitisch                                      |                                                                          | Zivilisten                           | 36        | 0         | Aufstand im Irak (nach US-Rückzug)                |
| 05. April 2017 | Syrien                       | Anschlag in al-Mayadin            | IS                                             | salafistisch, wahhabitisch                                      | Exekution                                                                | Zivilisten                           | 33        | 0         | Bürgerkrieg in Syrien seit 2011                   |
| 06. April 2017 | Somalia                      | Anschlag in Shabeellaha Hoose     | vermutlich al-Shabaab                          | wahhabitisch, islamistisch                                      | Landmine                                                                 | Pendlerbus                           | 20        | 10        | Somalischer Bürgerkrieg                           |
| 06. April 2017 | Russland                     | Anschlag in Astrachan             | IS                                             | salafistisch, wahhabitisch                                      | Schusswaffen                                                             | Kontrollpunkt                        | 0 (+2)    | 3         | Aufstand im Nordkaukasus                          |
| 06. April 2017 | Syrien                       | Anschlag in Hama                  | Haiʾat Tahrir asch-Scham                       | salafistisch, wahhabitisch                                      | Schusswaffen                                                             | Dorf                                 | 21        |           | Bürgerkrieg in Syrien seit 2011                   |
| 07. April 2017 | Schweden                     | Anschlag in Stockholm             | Rakhmat Akilov                                 | islamistisch                                                    | Lkw, Sprengsatz                                                          | Zivilisten                           | 5         | 14        |                                                   |
| 07. April 2017 | Australien                   | Anschlag in Queanbeyan            |                                                | islamistisch                                                    | Stichwaffe                                                               | Tankstellenmitarbeiter Zeeshan Akbar | 1         | 0         |                                                   |
| 08. April 2017 | Kamerun                      | Anschlag in Kolofata              | Boko Haram                                     | wahhabitisch, islamistisch                                      | Selbstmordattentäter                                                     | Zivilisten                           | 4 (+1)    | 23        | Scharia-Konflikt in Nigeria                       |
| 08. April 2017 | Russland                     | Anschlag in Malgobek              |                                                |                                                                 | Schusswaffe(n)                                                           | Polizeistreife                       | 2         | 0         | Aufstand im Nordkaukasus                          |
| 08. April 2017 | Irak                         | Anschlag in Mossul                | IS                                             | salafistisch, wahhabitisch                                      | Exekution                                                                | Zivilisten                           | 50+       | 0         | Aufstand im Irak (nach US-Rückzug)                |
| 09. April 2017 | Ägypten                      | Anschläge in Tanta und Alexandria | IS                                             | salafistisch, wahhabitisch                                      | 2 Selbstmordattentäter                                                   | Kirchen, Polizisten                  | 48 (+2)   | 136       |                                                   |
| 09. April 2017 | Jemen                        | Anschlag in al-Hudaida            |                                                |                                                                 | Sprengsatz                                                               | Öl-Pipeline                          | 5         | 35        | Bürgerkrieg im Jemen seit 2015                    |
| 11. April 2017 | Türkei                       | Anschlag in Diyarbakɪr            | PKK                                            | autonomistisch, kurdisch-sozialistisch                          | Sprengsatz                                                               | Polizeigelände                       | 3         | 12        | Konflikt zwischen der Republik Türkei und der PKK |
| 13. April 2017 | USA                          | Anschlag in Fresno                | Kori Ali Muhammad                              | rassistisch                                                     | Schusswaffe(n)                                                           | Sicherheitsbeamter                   | 1         | 0         |                                                   |
| 14. April 2017 | Südsudan                     | Anschlag in Raja                  | SPLM-IO                                        |                                                                 | Schusswaffen                                                             | Militärkaserne, Regierungsgebäude    | 15 (+59)  | 28        | Bürgerkrieg im Südsudan seit 2013                 |
| 14. April 2017 | Deutschland                  | Anschlag in Kremmen               |                                                |                                                                 | Brandstiftung                                                            | Asylbewerberheim                     | 0         | 0         |                                                   |
| 14. April 2017 | Deutschland                  | Anschlag in Artern                |                                                |                                                                 | Brandstiftung                                                            | Asylbewerberheim                     | 0         | 0         |                                                   |
| 15. April 2017 | Syrien                       | Anschlag in Aleppo                |                                                |                                                                 | Selbstmordattentäter mit Autobombe                                       | Flüchtlingskonvoi                    | 126 (+1)  | 55        | Bürgerkrieg in Syrien seit 2011                   |
| 15. April 2017 | Syrien                       | Anschlag in Latakia               | Haiʾat Tahrir asch-Scham                       | salafistisch, wahhabitisch                                      | Autobombe                                                                | Militärstützpunkt                    | 10        | 24        | Bürgerkrieg in Syrien seit 2011                   |
| 18. April 2017 | Ägypten                      | Anschlag in Dschanub Sina         | IS                                             | salafistisch, wahhabitisch                                      | Schusswaffen                                                             | Kontrollpunkt                        | 1         | 3         | Sinai-Aufstand                                    |
| 18. April 2017 | USA                          | Anschlag in Fresno                | Kori Ali Muhammad                              | rassistisch                                                     | Schusswaffe(n)                                                           | Weiße Zivilisten                     | 3         | 0         |                                                   |
| 19. April 2017 | Syrien                       | Anschlag in Aleppo                | Abu Amarah Battalion                           |                                                                 | Sprengsatz                                                               | Zivilisten                           | 6         | 30        | Bürgerkrieg in Syrien seit 2011                   |
| 19. April 2017 | Griechenland                 | Anschlag in Athen                 | Verschwörung der Feuerzellen                   | linksextremistisch, kommunistisch, antiimperialistisch          | Sprengsatz                                                               | Eurobank-Gebäude                     | 0         | 0         |                                                   |
| 20. April 2017 | Frankreich                   | Anschlag in Paris                 | Karim Cheurfi                                  | islamistisch                                                    | Sturmgewehr                                                              | Polizisten, Tourist                  | 1 (+1)    | 3         |                                                   |
| 20. April 2017 | Irak                         | Anschlag in al-Hawidscha          | IS                                             | salafistisch, wahhabitisch                                      | Exekution                                                                | Zivilisten                           | 25        | 0         | Aufstand im Irak (nach US-Rückzug)                |
| 21. April 2017 | Russland                     | Anschlag in Chabarowsk            | Neonazi                                        | neonazistisch                                                   | Schusswaffe(n)                                                           | Regierungsgebäude                    | 2 (+1)    | 1         |                                                   |
| 21. April 2017 | Afghanistan                  | Anschlag in Masar-e Scharif       | Taliban                                        | deobandisch-fundamentalistisch, paschtunisch, islamistisch      | Selbstmordattentäter mit Granaten, Panzerfäusten und (Maschinen)gewehren | Militärstützpunkt                    | 256 (+10) | 160+      | Krieg in Afghanistan                              |
| 23. April 2017 | Irak                         | Anschlag in al-Anbar              | IS                                             | salafistisch, wahhabitisch                                      | Raketen, Sturmgewehre, Entführung                                        | Militärkonvoi                        | 10        | 20        | Aufstand im Irak (nach US-Rückzug)                |
| 23. April 2017 | Ukraine                      | Anschlag in Luhansk               |                                                |                                                                 | Landmine                                                                 | OSZE-Patrouille                      | 1         | 2         | Krieg in der Ukraine seit 2014                    |
| 24. April 2017 | Indien                       | Anschlag in Chhattisgarh          | CPI                                            | marxistisch-leninistisch, maoistisch, links-nationalistisch     | Granatwerfer, Sturmgewehre                                               | Polizeistreife                       | 25 (+10)  | 7         | Naxalitenaufstand                                 |
| 27. April 2017 | Nigeria                      | Anschlag in Borno                 | Boko Haram                                     | wahhabitisch, islamistisch                                      | Selbstmordattentäter mit Autobombe                                       | Militärkonvoi                        | 5 (+1)    | 40        | Scharia-Konflikt in Nigeria                       |
| 27. April 2017 | Jemen                        | Anschlag in Ma'rib                | Huthi                                          | zaiditisch, antiimperialistisch, antizionistisch, antisemitisch | Raketen                                                                  | Militärstützpunkt                    | 8         | 20        | Bürgerkrieg im Jemen seit 2015                    |
| 27. April 2017 | Demokratische Republik Kongo | Anschlag in Nord-Kivu             | The National Council for Renewal and Democracy |                                                                 | Brandstiftung                                                            | Milizionäre                          | 26+       |           | Dritter Kongokrieg                                |
| 27. April 2017 | Deutschland                  | Anschlag in Weil am Rhein         | vermutlich PKK                                 | autonomistisch, kurdisch-sozialistisch                          | Molotowcocktails                                                         | Moschee                              | 0         | 0         |                                                   |
| 28. April 2017 | USA                          | Anschlag in Lexington             | Mitchell Adkins (Rechtsextremist)              | rechtsextremistisch                                             | Machete, Messer                                                          | Demokratische Parteimitglieder       | 0         | 3         |                                                   |
| 29. April 2017 | Irak                         | Anschlag in Mossul                | IS                                             | salafistisch, wahhabitisch                                      | 6 Selbstmordattentäter, Scharfschützengewehre                            | Polizisten                           | 14 (+23)  | 20        | Aufstand im Irak (nach US-Rückzug)                |

## Mai
| Datum/Beginn | Betroffenes Land             | Anschlag                      | Täter                                       | Politische Ausrichtung                                                                 | Mittel                                          | Ziel                                       | Tote     | Verletzte | Hintergrund                                      |
| ------------ | ---------------------------- | ----------------------------- | ------------------------------------------- | -------------------------------------------------------------------------------------- | ----------------------------------------------- | ------------------------------------------ | -------- | --------- | ------------------------------------------------ |
| 02. Mai 2017 | Syrien                       | Anschlag in al-Hasaka         | IS                                          | salafistisch, wahhabitisch                                                             | Mehrere Selbstmordattentäter mit Schusswaffen   | Kontrollpunkt, Flüchtlingslager            | 46 (+5)  | 34        | Bürgerkrieg in Syrien seit 2011                  |
| 03. Mai 2017 | Afghanistan                  | Anschlag in Kabul             | IS, Taliban                                 | salafistisch, wahhabitisch, deobandisch-fundamentalistisch, paschtunisch, islamistisch | Selbstmordattentäter mit Autobombe              | NATO-Konvoi, Zivilisten                    | 8 (+1)   | 28        | Krieg in Afghanistan                             |
| 05. Mai 2017 | Südsudan                     | Anschlag in Terekeka          |                                             |                                                                                        | Schusswaffen                                    | Passagierbusse                             | 30       | 15        | Bürgerkrieg im Südsudan seit 2013                |
| 08. Mai 2017 | Zentralafrikanische Republik | Anschlag in Mbomou            | Anti-Balaka                                 | christlich                                                                             | Schusswaffen                                    | MINUSCA-Konvoi                             | 5 (+8)   | 10        | Bürgerkrieg in der Zentralafrikanischen Republik |
| 08. Mai 2017 | Zentralafrikanische Republik | Anschlag in Basse-Kotto       | Séléka                                      | muslimisch                                                                             | Schusswaffen, Brandstiftung                     | Zivilisten                                 | 133      |           | Bürgerkrieg in der Zentralafrikanischen Republik |
| 09. Mai 2017 | Thailand                     | Anschlag in Mueang Pattani    | vermutlich Barisan Revolusi Nasional        | autonomistisch, malaysisch-nationalistisch                                             | Autobombe                                       | Kaufhaus                                   | 1        | 80+       | Konflikt in Südthailand seit 2004                |
| 11. Mai 2017 | Irak                         | Anschlag in Mossul            | IS                                          | salafistisch, wahhabitisch                                                             | Scharfschützengewehre, Entführung               | Flüchtlinge                                | 64+      |           | Aufstand im Irak (nach US-Rückzug)               |
| 12. Mai 2017 | Pakistan                     | Anschlag nahe Mastung         | IS                                          | salafistisch, wahhabitisch                                                             | Selbstmordattentäter                            | Konvoi                                     | 28 (+1)  | 30        | Konflikt in Nordwest-Pakistan                    |
| 12. Mai 2017 | Russland                     | Anschlag in Inguschetien      | IS                                          | salafistisch, wahhabitisch                                                             | Granatwerfer, Sturmgewehre                      | Polizeikontrollpunkt                       | 0 (+2)   | 1         | Aufstand im Nordkaukasus                         |
| 13. Mai 2017 | Zentralafrikanische Republik | Anschlag in Bangassou         | Anti-Balaka                                 | christlich                                                                             | Mörser, Granatwerfer, Schusswaffen, Geiselnahme | MINUSCA-Stützpunkt, Muslimische Zivilisten | 108      | 76        | Bürgerkrieg in der Zentralafrikanischen Republik |
| 13. Mai 2017 | Ukraine                      | Anschlag in Awdijiwka         | vermutlich Volksrepublik Donezk             | autonomistisch, russisch-nationalistisch                                               | Artillerie                                      | Gebäude                                    | 4        | 1         | Krieg in der Ukraine seit 2014                   |
| 14. Mai 2017 | Nigeria                      | Anschlag in Niger             | Fulani-Extremisten                          |                                                                                        | Schusswaffen                                    | Moschee                                    | 27       | 5         |                                                  |
| 14. Mai 2017 | Vereinigtes Königreich       | Anschlag in Belfast           |                                             |                                                                                        | Molotowcocktails                                | Gebäude                                    | 0        | 1         | Nordirlandkonflikt                               |
| 16. Mai 2017 | Zentralafrikanische Republik | Anschlag in Bria              | Séléka                                      | muslimisch                                                                             | Schusswaffen                                    | Anti-Balaka-Milizionäre                    | 36       | 36        | Bürgerkrieg in der Zentralafrikanischen Republik |
| 17. Mai 2017 | Jemen                        | Anschlag in Haddscha          | Huthi                                       | zaiditisch, antiimperialistisch, antizionistisch, antisemitisch                        | Artillerie                                      | Sudanesische Soldaten                      | 15       | 70        | Bürgerkrieg im Jemen seit 2015                   |
| 17. Mai 2017 | Demokratische Republik Kongo | Anschlag in Kinshasa          | Bundu dia Kongo                             | autonomistisch, kongolesisch-nationalistisch, neureligiös                              | Schusswaffen                                    | Gefängnis                                  | 50+      |           | Dritter Kongokrieg                               |
| 18. Mai 2017 | Libyen                       | Anschlag in Wadi asch-Schati’ | Benghazi Defense Brigades, Misrata Brigades |                                                                                        | Schuss- und Stichwaffen                         | Militärflughafen                           | 140+     |           | Bürgerkrieg in Libyen seit 2014                  |
| 18. Mai 2017 | Syrien                       | Anschlag in Hama              | IS                                          | salafistisch, wahhabitisch                                                             | Artillerie, Schusswaffen, Messer                | Dörfer, Milizionäre                        | 52 (+10) | 45+       | Bürgerkrieg in Syrien seit 2011                  |
| 19. Mai 2017 | USA                          | Anschlag in Tampa             | Devon Arthurs                               |                                                                                        | Gewehr                                          | Zivilisten                                 | 2        | 0         |                                                  |
| 19. Mai 2017 | Irak                         | Anschlag in Basra             | IS                                          | salafistisch, wahhabitisch                                                             | Selbstmordattentäter mit Autobombe              | Kontrollpunkt                              | 11 (+1)  | 30        | Aufstand im Irak (nach US-Rückzug)               |
| 19. Mai 2017 | Italien                      | Anschlag in Mailand           | Hosni Ismail Tommaso Bejn Yousef            | islamistisch                                                                           | Messer                                          | Polizist, Soldaten                         | 0        | 3         |                                                  |
| 20. Mai 2017 | USA                          | Anschlag in College Park      | Sean Urbanski                               |                                                                                        | Stichwaffe                                      | Afro-Amerikanischer Student                | 1        | 0         |                                                  |
| 20. Mai 2017 | Syrien                       | Anschlag in Deir ez-Zor       | IS                                          | salafistisch, wahhabitisch                                                             | Entführung, Exekution                           | Zivilisten, Soldaten                       | 31       | 0         | Bürgerkrieg in Syrien seit 2011                  |
| 20. Mai 2017 | Afghanistan                  | Anschlag in Gardez            | Taliban                                     | deobandisch-fundamentalistisch, paschtunisch, islamistisch                             | Selbstmordattentäter, Schusswaffen              | Bank                                       | 3 (+5)   | 30+       | Krieg in Afghanistan                             |
| 20. Mai 2017 | Nigeria                      | Anschlag in Borno             | Boko Haram                                  | wahhabitisch, islamistisch                                                             | Schusswaffen, Entführung                        | Dörfer                                     | 1        | 40        | Scharia-Konflikt in Nigeria                      |
| 20. Mai 2017 | Indien                       | Anschlag in Jammu und Kashmir |                                             |                                                                                        | Schusswaffen                                    | Dorf                                       | 0        | 25        | Aufstand in Kaschmir                             |
| 22. Mai 2017 | Thailand                     | Anschlag in Bangkok           | vermutlich UDD                              |                                                                                        | Rohrbombe                                       | Krankenhaus                                | 0        | 25        |                                                  |
| 22. Mai 2017 | Vereinigtes Königreich       | Anschlag in Manchester        | Salman Abedi (IS)                           | salafistisch, wahhabitisch                                                             | Selbstmordattentäter                            | Konzert, Zivilisten                        | 22 (+1)  | 800+      |                                                  |
| 23. Mai 2017 | Syrien                       | Anschlag in Homs              | IS                                          | salafistisch, wahhabitisch                                                             | 2 Selbstmordattentäter mit Autobombe            | Kontrollpunkt, Zivilisten                  | 4 (+2)   | 30        | Bürgerkrieg in Syrien seit 2011                  |
| 24. Mai 2017 | Zentralafrikanische Republik | Anschlag in Bangassou         | Anti-Balaka                                 | christlich                                                                             | Entführung, Exekution                           | Zivilisten                                 | 2        | 0         | Bürgerkrieg in der Zentralafrikanischen Republik |
| 24. Mai 2017 | Sudan                        | Anschlag in Schamal Darfur    |                                             |                                                                                        | Maschinengewehre                                | Konvoi                                     | 1        | 20        |                                                  |
| 26. Mai 2017 | USA                          | Anschlag in Portland          | Jeremy Joseph Christian                     | rechtsextremistisch, islamfeindlich                                                    | Messer                                          | Zivilisten                                 | 2        | 1         |                                                  |
| 30. Mai 2017 | USA                          | Anschlag in New York City     |                                             | homophob                                                                               | Regenschirm                                     | Zivilistin                                 | 0        | 1         |                                                  |
| 26. Mai 2017 | Ägypten                      | Anschlag in al-Minya          | IS                                          | salafistisch, wahhabitisch                                                             | Maschinengewehre                                | Christliche Zivilisten in Bus              | 30       | 20        |                                                  |
| 26. Mai 2017 | Irak                         | Anschlag in Mossul            | IS                                          | salafistisch, wahhabitisch                                                             | Schusswaffen                                    | Zivilisten                                 | 27+      | 0         | Aufstand im Irak (nach US-Rückzug)               |
| 28. Mai 2017 | Zentralafrikanische Republik | Anschlag in Bangassou         | Anti-Balaka                                 | christlich                                                                             | Entführung, Exekution                           | Zivilisten                                 | 6        | 0         | Bürgerkrieg in der Zentralafrikanischen Republik |
| 29. Mai 2017 | Demokratische Republik Kongo | Anschlag in Tanganjika        | Twa Militia                                 |                                                                                        |                                                 | Zivilisten                                 | 7        | 33        | Dritter Kongokrieg                               |
| 30. Mai 2017 | Irak                         | Anschlag in Bagdad            | IS                                          | salafistisch, wahhabitisch                                                             | Selbstmordattentäter mit Autobombe              | Eiscafé, Zivilisten                        | 11 (+1)  | 47        | Aufstand im Irak (nach US-Rückzug)               |
| 30. Mai 2017 | Irak                         | Anschlag in Hīt               | IS                                          | salafistisch, wahhabitisch                                                             | Selbstmordattentäter                            | Militärpatrouille, Zivilisten              | 17 (+1)  | 35        | Aufstand im Irak (nach US-Rückzug)               |
| 30. Mai 2017 | USA                          | Anschlag in New York City     |                                             | islamfeindlich                                                                         | Luftgewehr                                      | Moschee                                    | 0        | 1         |                                                  |
| 30. Mai 2017 | Irak                         | Anschlag in Bagdad            | IS                                          | salafistisch, wahhabitisch                                                             | Selbstmordattentäter mit Autobombe              | Rentenbüro, Zivilisten                     | 9 (+1)   | 36        | Aufstand im Irak (nach US-Rückzug)               |
| 31. Mai 2017 | Afghanistan                  | Anschlag in Kabul             |                                             |                                                                                        | Selbstmordattentäter mit Autobombe              | Regierungsviertel, Zivilisten              | 92 (+1)  | 491       | Krieg in Afghanistan                             |
| 31. Mai 2017 | Irak                         | Anschlag in Mossul            | IS                                          | salafistisch, wahhabitisch                                                             | Exekution                                       | Zivilisten                                 | 34       | 0         | Aufstand im Irak (nach US-Rückzug)               |

## Juni
| Datum/Beginn  | Betroffenes Land             | Anschlag                 | Täter                                                       | Politische Ausrichtung                                     | Mittel                                                                  | Ziel                                     | Tote     | Verletzte | Hintergrund                                      |
| ------------- | ---------------------------- | ------------------------ | ----------------------------------------------------------- | ---------------------------------------------------------- | ----------------------------------------------------------------------- | ---------------------------------------- | -------- | --------- | ------------------------------------------------ |
| 01. Juni 2017 | Irak                         | Anschlag in Mossul       | IS                                                          | salafistisch, wahhabitisch                                 | Scharfschützengewehre                                                   | Zivilisten                               | 163+     |           | Aufstand im Irak (nach US-Rückzug)               |
| 01. Juni 2017 | Irak                         | Anschlag in Mossul       | IS                                                          | salafistisch, wahhabitisch                                 | Mörser                                                                  | Zivilisten                               | 7        | 23        | Aufstand im Irak (nach US-Rückzug)               |
| 02. Juni 2018 | Kamerun                      | Anschlag in Kolofata     | Boko Haram                                                  | wahhabitisch, islamistisch                                 | 2 Selbstmordattentäter                                                  | Flüchtlingslager                         | 9 (+2)   | 30        | Scharia-Konflikt in Nigeria                      |
| 03. Juni 2017 | Vereinigtes Königreich       | Anschlag in London       | Khuram Butt, Rachid Redouane, Youssef Zaghba                | islamistisch                                               | Kleinlaster, Messer                                                     | Markt, Zivilisten                        | 8 (+3)   | 48        |                                                  |
| 03. Juni 2017 | Afghanistan                  | Anschlag in Kabul        | vermutlich Taliban                                          | deobandisch-fundamentalistisch, paschtunisch, islamistisch | 3 Selbstmordattentäter                                                  | Beerdigung                               | 6 (+3)   | 87        | Krieg in Afghanistan                             |
| 03. Juni 2017 | Kanada                       | Anschlag in Toronto      | Rehab Dughmosh                                              | islamistisch                                               | Messer, Golfschläger                                                    | Reifenhandlung                           | 0        | 1         |                                                  |
| 03. Juni 2017 | Irak                         | Anschlag in Mossul       | IS                                                          | salafistisch, wahhabitisch                                 | Scharfschützengewehre                                                   | Zivilisten                               | 41+      |           | Aufstand im Irak (nach US-Rückzug)               |
| 03. Juni 2017 | Irak                         | Anschlag in Mossul       | IS                                                          | salafistisch, wahhabitisch                                 | Mörser                                                                  | Zivilisten                               | 4        | 33        | Aufstand im Irak (nach US-Rückzug)               |
| 05. Juni 2017 | Australien                   | Anschlag in Melbourne    |                                                             | islamistisch                                               | Geiselnahme                                                             | Prostituierte(r)                         | 1 (+1)   | 3         |                                                  |
| 06. Juni 2017 | Frankreich                   | Anschlag in Paris        | Farid Ikken                                                 | islamistisch                                               | Hammer                                                                  | Polizist                                 | 0        | 1 (+1)    |                                                  |
| 06. Juni 2017 | Afghanistan                  | Anschlag in Ghazni       |                                                             |                                                            | Giftgas                                                                 | Schule                                   | 0        | 30        | Krieg in Afghanistan                             |
| 07. Juni 2017 | Iran                         | Anschlag in Teheran      | IS                                                          | salafistisch, wahhabitisch                                 | 6 Selbstmordattentäter(innen) mit Sturmgewehren und Handfeuerwaffen     | Mausoleum, Parlamentsgebäude, Zivilisten | 11 (+6)  | 52        |                                                  |
| 07. Juni 2017 | Vereinigtes Königreich       | Anschlag in London       |                                                             |                                                            | Messer                                                                  | Zivilist                                 | 0        | 1         |                                                  |
| 08. Juni 2017 | Somalia                      | Anschlag in Bari         | al-Shabaab                                                  | wahhabitisch, islamistisch                                 | Selbstmordattentäter mit Autobombe, Schuss- und Stichwaffen, Entführung | Militärstützpunkt                        | 68 (+9)  | 20        | Somalischer Bürgerkrieg                          |
| 09. Juni 2017 | Irak                         | Anschlag in Babil        | IS                                                          | salafistisch, wahhabitisch                                 | Selbstmordattentäterin                                                  | Markt                                    | 31 (+1)  | 23        | Aufstand im Irak (nach US-Rückzug)               |
| 10. Juni 2017 | Vereinigtes Königreich       | Anschlag in Derry        |                                                             |                                                            | Eisenstangen                                                            | Zivilist                                 | 0        | 1         | Nordirlandkonflikt                               |
| 10. Juni 2017 | Vereinigtes Königreich       | Anschlag in Ballymoney   |                                                             |                                                            | Benzinbomben, Eisenstange                                               | Zivilisten                               | 0        | 1         | Nordirlandkonflikt                               |
| 10. Juni 2017 | Vereinigtes Königreich       | Anschlag in Belfast      |                                                             |                                                            | Benzinbombe                                                             | Gebäude                                  | 0        | 1         | Nordirlandkonflikt                               |
| 10. Juni 2017 | Mexiko                       | Anschlag in Guerrero     | Union of Peoples and Organizations of the State of Guerrero |                                                            | Schusswaffen                                                            | Zivilisten                               | 7        | 2         |                                                  |
| 13. Juni 2017 | Ukraine                      | Anschlag in Awdijiwka    |                                                             |                                                            | Artillerie                                                              | Wohngebiet                               | 0        | 1         | Krieg in der Ukraine seit 2014                   |
| 14. Juni 2017 | Somalia                      | Anschlag in Mogadischu   | al-Shabaab                                                  | wahhabitisch, islamistisch                                 | Selbstmordattentäter mit Autobombe, Schusswaffen, Geiselnahme           | Nachtclub, Pizzeria                      | 31 (+6)  | 26        | Somalischer Bürgerkrieg                          |
| 15. Juni 2017 | China                        | Anschlag in Jiangsu      |                                                             |                                                            | Selbstmordattentäter                                                    | Kindergarten                             | 7 (+1)   | 65        |                                                  |
| 17. Juni 2017 | Kolumbien                    | Anschlag in Bogotá       | MRP, vielleicht auch ELN                                    | marxistisch-leninistisch                                   | Sprengsatz                                                              | Einkaufszentrum                          | 3        | 8         |                                                  |
| 18. Juni 2017 | Irak                         | Anschlag in al-Hawidscha | IS                                                          | salafistisch, wahhabitisch                                 | Exekution                                                               | Zivilisten                               | 30       | 0         | Aufstand im Irak (nach US-Rückzug)               |
| 18. Juni 2017 | Irak                         | Anschlag in Mossul       |                                                             |                                                            | Sprengstoff                                                             | Polizisten                               | 7        | 20        | Aufstand im Irak (nach US-Rückzug)               |
| 19. Juni 2017 | Frankreich                   | Anschlag in Paris        | Adam Dzaziri                                                | islamistisch                                               | Selbstmordattentäter mit Autobombe                                      | Polizeifahrzeug                          | 0 (+1)   | 0         |                                                  |
| 19. Juni 2017 | Vereinigtes Königreich       | Anschlag in London       | Darren Osborne                                              | islamfeindlich                                             | Fahrzeug                                                                | Muslimische Zivilisten                   | 1        | 12        |                                                  |
| 19. Juni 2017 | Deutschland                  | Anschlagsserie           | Shutdown G20: Take Hamburg offline!                         |                                                            | Brandstiftung                                                           | Eisenbahninfrastruktur                   | 0        | 0         |                                                  |
| 20. Juni 2017 | Belgien                      | Anschlag in Brüssel      | Oussama Zariouh                                             | islamistisch                                               | Selbstmordattentäter                                                    | Bahnhof                                  | 0 (+1)   | 0         |                                                  |
| 20. Juni 2017 | Zentralafrikanische Republik | Anschlag in Bria         | Anti-Balaka                                                 | christlich                                                 | Schusswaffen, Brandstiftung                                             | Zivilisten, Milizionäre                  | 100+     |           | Bürgerkrieg in der Zentralafrikanischen Republik |
| 21. Juni 2017 | USA                          | Anschlag in Flint        | Amor Ftouhi                                                 | islamistisch                                               | Messer                                                                  | Polizist                                 | 0        | 1         |                                                  |
| 21. Juni 2017 | Vereinigtes Königreich       | Anschlag in London       | John Tomlin                                                 | islamfeindlich                                             | Säure                                                                   | Muslimische Zivilisten                   | 0        | 2         |                                                  |
| 21. Juni 2017 | Irak                         | Anschlag in Mossul       | vermutlich IS                                               | salafistisch, wahhabitisch                                 | Sprengstoff                                                             | Moschee                                  | 100+     |           | Aufstand im Irak (nach US-Rückzug)               |
| 22. Juni 2017 | Afghanistan                  | Anschlag in Laschkar Gah | Taliban                                                     | deobandisch-fundamentalistisch, paschtunisch, islamistisch | Selbstmordattentäter mit Autobombe                                      | Bank, Soldaten, Polizisten, Zivilisten   | 34 (+1)  | 58        | Krieg in Afghanistan                             |
| 23. Juni 2017 | Irak                         | Anschlag in Mossul       | IS                                                          | salafistisch, wahhabitisch                                 | Selbstmordattentäter                                                    | Zivilisten                               | 12 (+1)  | 20+       | Aufstand im Irak (nach US-Rückzug)               |
| 23. Juni 2017 | Pakistan                     | Anschlag in Quetta       | Jamaat-ul-Ahrar                                             | islamistisch                                               | Selbstmordattentäter mit Autobombe                                      | Polizisten, Zivilisten                   | 15 (+1)  | 19        | Konflikt in Nordwest-Pakistan                    |
| 23. Juni 2017 | Pakistan                     | Anschlag in Parachinar   | Jamaat-ul-Ahrar                                             | islamistisch                                               | Selbstmordattentäter, Sprengsatz                                        | Markt                                    | 78 (+1)  | 282       | Konflikt in Nordwest-Pakistan                    |
| 23. Juni 2017 | Syrien                       | Anschlag in Aleppo       | IS                                                          | salafistisch, wahhabitisch                                 | Rakete                                                                  | Zivilisten                               | 4        | 20        | Bürgerkrieg in Syrien seit 2011                  |
| 24. Juni 2017 | Syrien                       | Anschlag in Idlib        | IS                                                          | salafistisch, wahhabitisch                                 | Autobombe                                                               | Markt                                    | 10       | 30        | Bürgerkrieg in Syrien seit 2011                  |
| 25. Juni 2017 | Irak                         | Anschlag in Mossul       | IS                                                          | salafistisch, wahhabitisch                                 | Mehrere Selbstmordattentäter, Schusswaffen, Brandstiftung               | Soldaten                                 | 20 (+15) |           | Aufstand im Irak (nach US-Rückzug)               |
| 25. Juni 2017 | Vereinigtes Königreich       | Anschlag in Belfast      |                                                             |                                                            | Schusswaffe                                                             | Zivilist                                 | 0        | 1         | Nordirlandkonflikt                               |
| 28. Juni 2017 | Zentralafrikanische Republik | Anschlag in Haut-Mbomou  |                                                             |                                                            | Schusswaffen, Brandstiftung                                             | Dorf                                     | 6+       |           | Bürgerkrieg in der Zentralafrikanischen Republik |
| 28. Juni 2017 | Ukraine                      | Anschlag in Donezk       |                                                             |                                                            | Autobombe                                                               | Geheimdienstfahrzeug                     | 1        | 3         | Krieg in der Ukraine seit 2014                   |
| 29. Juni 2017 | Deutschland                  | Anschlag in Berlin       |                                                             |                                                            | Sprengsatz                                                              | Schnellrestaurant                        | 0        | 0         |                                                  |
| 30. Juni 2017 | Österreich                   | Anschlag in Linz         |                                                             |                                                            | Messer, Brandstiftung                                                   | Zivilisten                               | 2        | 0         |                                                  |
| 30. Juni 2017 | Irak                         | Anschlag in al-Anbar     | IS                                                          | salafistisch, wahhabitisch                                 |                                                                         | Sicherheitskräfte                        | 10       | 40        | Aufstand im Irak (nach US-Rückzug)               |

## Juli
| Datum/Beginn  | Betroffenes Land             | Anschlag                      | Täter                  | Politische Ausrichtung                                     | Mittel                                                  | Ziel                             | Tote     | Verletzte | Hintergrund                                      |
| ------------- | ---------------------------- | ----------------------------- | ---------------------- | ---------------------------------------------------------- | ------------------------------------------------------- | -------------------------------- | -------- | --------- | ------------------------------------------------ |
| 01. Juli 2017 | Irak                         | Anschlag in Mossul            | IS                     | salafistisch, wahhabitisch                                 | Landminen, Schusswaffen                                 | Zivilisten                       | 28+      |           | Aufstand im Irak (nach US-Rückzug)               |
| 01. Juli 2017 | Zentralafrikanische Republik | Anschlag in Kaga-Bandoro      |                        |                                                            |                                                         | Dorf                             | 15+      | 0         | Bürgerkrieg in der Zentralafrikanischen Republik |
| 02. Juli 2017 | Irak                         | Anschlag in al-Anbar          | IS                     | salafistisch, wahhabitisch                                 | Selbstmordattentäter                                    | Flüchtlingslager                 | 19 (+1)  | 13        | Aufstand im Irak (nach US-Rückzug)               |
| 02. Juli 2017 | Syrien                       | Anschlag in Damaskus          |                        |                                                            | Selbstmordattentäter mit Autobombe                      | Soldaten, Zivilisten             | 20 (+1)  | 12        | Bürgerkrieg in Syrien seit 2011                  |
| 02. Juli 2017 | Afghanistan                  | Anschlag in Kundus            | Taliban                | deobandisch-fundamentalistisch, paschtunisch, islamistisch | Raketen, Schusswaffen                                   | Kontrollpunkte                   | 2 (+15)  | 32 (+12)  | Krieg in Afghanistan                             |
| 03. Juli 2017 | Vereinigtes Königreich       | Anschlag in Derry             | RIRA                   | autonomistisch, irisch-republikanisch, katholisch          | Schusswaffen, Eisenstangen                              | Zivilist                         | 0        | 1         | Nordirlandkonflikt                               |
| 04. Juli 2017 | Irak                         | Anschlag in Tal Afar          | IS                     | salafistisch, wahhabitisch                                 | Entführung, Massenexekution                             | Turkmenische Zivilisten          | 200      | 0         | Aufstand im Irak (nach US-Rückzug)               |
| 05. Juli 2017 | USA                          | Anschlag in Bronx             | Alexander Bonds        |                                                            | Revolver                                                | Polizist                         | 1 (+1)   | 1         |                                                  |
| 06. Juli 2017 | Irak                         | Anschlag in Ninawa            | IS                     | salafistisch, wahhabitisch                                 |                                                         | Dorf                             | 2        | 25        | Aufstand im Irak (nach US-Rückzug)               |
| 06. Juli 2017 | Venezuela                    | Anschlag in Caracas           | Regierungsunterstützer |                                                            | Feuerwerkskörper, Pistolen, Rohre, Stöcke, Steine       | Parlamentsgebäude, Journalist    | 0        | 20+       | Krise in Venezuela seit 2012                     |
| 07. Juli 2017 | Ägypten                      | Anschlag in Schimal Sina      | IS                     | salafistisch, wahhabitisch                                 | 2 Selbstmordattentäter mit Autobomben, Maschinengewehre | Soldaten                         | 23 (+42) | 26        | Sinai-Aufstand                                   |
| 07. Juli 2017 | Irak                         | Anschlag in Mossul            | IS                     | salafistisch, wahhabitisch                                 | Schusswaffen                                            | Soldaten                         | 5        | 25        | Aufstand im Irak (nach US-Rückzug)               |
| 07. Juli 2017 | Ukraine                      | Anschlag in Luhansk           |                        |                                                            | Autobombe, Sprengsatz                                   | Zivilisten, Lebensmittelgeschäft | 1        | 6         | Krieg in der Ukraine seit 2014                   |
| 08. Juli 2017 | Irak                         | Anschlag in Babil             |                        |                                                            | Entführung                                              | Flüchtlinge                      | 20+      |           | Aufstand im Irak (nach US-Rückzug)               |
| 09. Juli 2017 | Burundi                      | Anschlag in Kayanza           |                        |                                                            | Granate                                                 | Bar                              | 8        | 50        | Unruhen in Burundi seit 2015                     |
| 12. Juli 2017 | Schweden                     | Anschlag in Skoghall          |                        |                                                            | Brandstiftung                                           | Flüchtlingsheim                  | 0        | 2         |                                                  |
| 12. Juli 2017 | Kamerun                      | Anschlag in Extrême-Nord      | Boko Haram             | wahhabitisch, islamistisch                                 | 2 Selbstmordattentäter                                  | Markt                            | 12 (+2)  | 40+       | Scharia-Konflikt in Nigeria                      |
| 13. Juli 2017 | Ukraine                      | Anschlag in Stanyzja Luhanska | Volksrepublik Lugansk  | autonomistisch, pro-russisch                               | Entführung                                              | Zivilist                         | 0        | 1         | Krieg in der Ukraine seit 2014                   |
| 19. Juli 2017 | Syrien                       | Anschlag in Ghuta             | Dschaisch al-Islam     | salafistisch, syrisch-nationalistisch                      | Schusswaffen                                            | Soldaten                         | 28+      | 0         | Bürgerkrieg in Syrien seit 2011                  |
| 19. Juli 2017 | Syrien                       | Anschlag in Homs              | IS                     | salafistisch, wahhabitisch                                 |                                                         | Soldaten                         | 20+      | 0         | Bürgerkrieg in Syrien seit 2011                  |
| 21. Juli 2017 | Zentralafrikanische Republik | Anschlag in Bangassou         | Anti-Balaka            | christlich                                                 |                                                         | Flüchtlinge in Kathedrale        | 0        | 2         | Bürgerkrieg in der Zentralafrikanischen Republik |
| 21. Juli 2017 | Zentralafrikanische Republik | Anschlag in Bangassou         | Anti-Balaka            | christlich                                                 | Schusswaffen                                            | MINUSCA-Konvoi                   | 0 (+1)   | 0         | Bürgerkrieg in der Zentralafrikanischen Republik |
| 21. Juli 2017 | Afghanistan                  | Anschlag in Badachschan       | Taliban                | deobandisch-fundamentalistisch, paschtunisch, islamistisch |                                                         | Polizisten                       | 35       | 10        | Krieg in Afghanistan                             |
| 21. Juli 2017 | Philippinen                  | Anschlag in Marawi            |                        |                                                            | Handgranaten, Schusswaffen                              | Soldaten                         | 9        | 49        | Moro-Konflikt                                    |
| 22. Juli 2017 | Vereinigtes Königreich       | Anschlag in Argyll            |                        |                                                            | Körperliche Gewalt                                      | Zivilist                         | 0        | 1         | Nordirlandkonflikt                               |
| 22. Juli 2017 | Vereinigtes Königreich       | Anschlag in Belfast           |                        |                                                            | Schusswaffe                                             | Zivilist                         | 0        | 1         | Nordirlandkonflikt                               |
| 23. Juli 2017 | Zentralafrikanische Republik | Anschlag in Bangassou         | Anti-Balaka            | christlich                                                 |                                                         | MINUSCA-Soldaten                 | 1        | 3         | Bürgerkrieg in der Zentralafrikanischen Republik |
| 24. Juli 2017 | Afghanistan                  | Anschlag in Kabul             | Taliban                | deobandisch-fundamentalistisch, paschtunisch, islamistisch | Selbstmordattentäter mit Autobombe                      | Regierungspersonal in Bus        | 35 (+1)  | 41        | Krieg in Afghanistan                             |
| 24. Juli 2017 | Pakistan                     | Anschlag in Lahore            | TTP                    | deobandisch, islamisch-fundamentalistisch                  | Selbstmordattentäter mit Motorradbombe                  | Polizisten, Gemüsemarkt          | 26 (+1)  | 50+       | Konflikt in Nordwest-Pakistan                    |
| 25. Juli 2017 | Nigeria                      | Anschlag in Borno             | Boko Haram             | wahhabitisch, islamistisch                                 | Schusswaffen, Entführung                                | Konvoi                           | 69       |           | Scharia-Konflikt in Nigeria                      |
| 25. Juli 2017 | Zentralafrikanische Republik | Anschlag in Bangassou         | Anti-Balaka            | christlich                                                 |                                                         | MINUSCA-Soldaten                 | 2        | 1         | Bürgerkrieg in der Zentralafrikanischen Republik |
| 25. Juli 2017 | Spanien                      | Anschlag in Melilla           |                        |                                                            | Messer                                                  | Grenzpolizisten                  | 0        | 1         |                                                  |
| 26. Juli 2018 | Afghanistan                  | Anschlag in Kandahar          | Taliban                | deobandisch-fundamentalistisch, paschtunisch, islamistisch |                                                         | Militärstützpunkt                | 26       | 13        | Krieg in Afghanistan                             |
| 27. Juli 2017 | Italien                      | Anschlag in Dorgali           |                        |                                                            |                                                         | Flüchtlingszentrum               | 0        | 2         |                                                  |
| 27. Juli 2017 | Deutschland                  | Anschlag in Dresden           |                        |                                                            | Molotowcocktails                                        | Martin-Luther-Kirche             | 0        | 0         |                                                  |
| 27. Juli 2017 | Jemen                        | Anschlag in Taʿizz            |                        |                                                            |                                                         | Militärstützpunkt                | 20+      | 0         | Bürgerkrieg im Jemen seit 2015                   |
| 28. Juli 2017 | Deutschland                  | Anschlag in Hamburg           | Ahmad A. Alhaw         | islamistisch                                               | Messer                                                  | Zivilisten                       | 1        | 6 (+1)    |                                                  |
| 28. Juli 2017 | Nigeria                      | Anschlag in Dikwa             | Boko Haram             | wahhabitisch, islamistisch                                 | Selbstmordattentäter                                    | Flüchtlingslager                 | 13 (+1)  | 24        | Scharia-Konflikt in Nigeria                      |

## August
| Datum/Beginn    | Betroffenes Land             | Anschlag                                               | Täter | Politische Ausrichtung                                                                 | Mittel                                                         | Ziel                                                   | Tote     | Verletzte | Hintergrund                                      |
| --------------- | ---------------------------- | ------------------------------------------------------ | --- | -------------------------------------------------------------------------------------- | -------------------------------------------------------------- | ------------------------------------------------------ | -------- | --------- | ------------------------------------------------ |
| 01. August 2017 | Afghanistan                  | Anschlag in Herat                                      | IS | salafistisch, wahhabitisch                                                             | 2 Selbstmordattentäter mit Gewehren und Handgranaten           | Moschee                                                | 32 (+2)  | 66        | Krieg in Afghanistan                             |
| 03. August 2017 | Afghanistan                  | Anschlag in Sar-i Pul                                  | IS, Taliban | salafistisch, wahhabitisch, deobandisch-fundamentalistisch, paschtunisch, islamistisch | Schuss- und Stichwaffen, Brandstiftung, Geiselnahme            | Sicherheitskräfte                                      | 62 (+10) |           | Krieg in Afghanistan                             |
| 04. August 2017 | Demokratische Republik Kongo | Anschlag in Tanganyika                                 | Twa Militia |                                                                                        |                                                                | Dorf                                                   | 55+      |           | Dritter Kongokrieg                               |
| 04. August 2017 | USA                          | Anschlag in Charlottesville                            | |                                                                                        | Gift                                                           | US-Finanzbeamte                                        | 0        | 10        |                                                  |
| 05. August 2017 | USA                          | Anschlag in Bloomington                                | White Rabbit Three Percent Illinois Patriot Freedom Fighters Militia                                                                     | rechtsextremistisch                                                                    | Sprengsatz                                                     | Moschee                                                | 0        | 0         |                                                  |
| 05. August 2017 | Zentralafrikanische Republik | Anschlag in Mbomou                                     | Séléka | muslimisch                                                                             | Gewehre, Macheten, Pfeil und Bogen                             | Krankenhaus, Zivilisten                                | 30       |           | Bürgerkrieg in der Zentralafrikanischen Republik |
| 07. August 2017 | Pakistan                     | Anschlag in Lahore                                     | vermutlich TTP | deobandisch, islamisch-fundamentalistisch                                              | Autobombe                                                      | Zivilisten                                             | 2        | 45        | Konflikt in Nordwest-Pakistan                    |
| 07. August 2017 | Irak                         | Anschlag in al-Anbar                                   | IS | salafistisch, wahhabitisch                                                             | Selbstmordattentäter mit Autobomben, Artillerie                | Sicherheitskräfte                                      | 36       | 75        | Aufstand im Irak (nach US-Rückzug)               |
| 08. August 2017 | Vereinigtes Königreich       | Anschlag in Derry                                      | |                                                                                        | Schusswaffe                                                    | Zivilist                                               | 0        | 1         | Nordirlandkonflikt                               |
| 09. August 2017 | Frankreich                   | Anschlag in Levallois-Perret                           | Hamou Bachir Benlatrèche | islamistisch                                                                           | Pkw                                                            | Soldaten                                               | 0        | 6         |                                                  |
| 09. August 2017 | Irak                         | Anschlag in al-Anbar                                   | IS | salafistisch, wahhabitisch                                                             |                                                                | Militärhauptquartier                                   | 9 (+11)  | 23        | Aufstand im Irak (nach US-Rückzug)               |
| 10. August 2017 | Vereinigtes Königreich       | Anschlag in Strabane                                   | |                                                                                        | Entführung                                                     | Zivilist                                               | 0        | 1         | Nordirlandkonflikt                               |
| 11. August 2017 | Pakistan                     | Anschlag in den Stammesgebieten unter Bundesverwaltung | TTP | deobandisch, islamisch-fundamentalistisch                                              | Sprengsatz                                                     | Zivilisten                                             | 3        | 25        | Konflikt in Nordwest-Pakistan                    |
| 11. August 2017 | Afghanistan                  | Anschlag in Tachar                                     | |                                                                                        | Schusswaffen                                                   | Moschee                                                | 10       | 20        | Krieg in Afghanistan                             |
| 12. August 2017 | Pakistan                     | Anschlag in Quetta                                     | IS | salafistisch, wahhabitisch                                                             | Selbstmordattentäter auf Motorrad                              | Militärfahrzeug, Zivilisten                            | 15 (+1)  | 25        | Konflikt in Nordwest-Pakistan                    |
| 12. August 2017 | USA                          | Anschlag in Charlottesville                            | James Alex Fields Jr. | rechtsextremistisch, rassistisch, neonazistisch                                        | Pkw                                                            | Gegendemonstranten der „Unite-the-Right“-Demonstration | 1        | 28        |                                                  |
| 13. August 2017 | Burkina Faso                 | Anschlag in Ouagadougou                                | |                                                                                        | Sturmgewehre                                                   | Restaurant, Polizisten, Zivilisten                     | 19 (+2)  | 21        |                                                  |
| 15. August 2017 | Nigeria                      | Anschlag in Borno                                      | Boko Haram | wahhabitisch, islamistisch                                                             | 3 Selbstmordattentäter                                         | Markt, Flüchtlingslager                                | 27 (+3)  | 83        | Scharia-Konflikt in Nigeria                      |
| 16. August 2017 | Afghanistan                  | Anschlag in Nangarhar                                  | IS | salafistisch, wahhabitisch                                                             | Sprengsatz                                                     | Militärkonvoi                                          | 1        | 20        | Krieg in Afghanistan                             |
| 17. August 2017 | Spanien                      | Anschläge in Barcelona und Cambrils                    | Younes Abouyaaqoub, Moussa Oukabir, Said Aallaa, Mohamed Hychami, Omar Hychami, Houssaine Abouyaaqoub, Abdelbaki Es Satty, Youssef Aalla | islamistisch                                                                           | Stichwaffe, Fahrzeuge                                          | Zivilisten                                             | 16 (+6)  | 137       |                                                  |
| 17. August 2017 | Burundi                      | Anschlag in Bujumbura                                  | FNL | hutu-sozialistisch                                                                     | 2 Granaten                                                     | Bars                                                   | 3        | 27        | Unruhen in Burundi seit 2015                     |
| 18. August 2017 | Finnland                     | Anschlag in Turku                                      | Abderrahman Bouanane | islamistisch                                                                           | Messer                                                         | Zivilisten                                             | 2        | 8 (+1)    |                                                  |
| 19. August 2017 | Russland                     | Anschlag in Surgut                                     | Artur Gadzhiev (IS) | salafistisch, wahhabitisch                                                             | Sprengsatz, Messer                                             | Zivilisten                                             | 0 (+1)   | 7         | Aufstand im Nordkaukasus                         |
| 21. August 2017 | Deutschland                  | Anschlag in Herne                                      | |                                                                                        | Brandstiftung                                                  | Fahrzeuge                                              | 0        | 0         |                                                  |
| 23. August 2017 | Afghanistan                  | Anschlag in Laschkar Gah                               | Taliban | deobandisch-fundamentalistisch, paschtunisch, islamistisch                             | Selbstmordattentäter mit Autobombe                             | Militärkonvoi, Polizeigebäude, Zivilisten              | 5 (+1)   | 38        | Krieg in Afghanistan                             |
| 24. August 2017 | Ukraine                      | Anschlag in Kiew                                       | |                                                                                        | Sprengsatz                                                     | Militärfahrzeug, Zivilisten                            | 0        | 3         | Krieg in der Ukraine seit 2014                   |
| 25. August 2017 | Vereinigtes Königreich       | Anschlag in London                                     | Mohiussunnath Chowdhury | islamistisch                                                                           | Schwert                                                        | Polizisten                                             | 0        | 3         |                                                  |
| 25. August 2017 | Belgien                      | Anschlag in Brüssel                                    | Haashi Ayaanle | islamistisch                                                                           | Machete                                                        | Soldaten                                               | 0 (+1)   | 1         |                                                  |
| 25. August 2017 | Kamerun                      | Anschlag in Extrême-Nord                               | Boko Haram | wahhabitisch, islamistisch                                                             | Automatische Schusswaffen, Brandstiftung, Geiselnahme          | Dorf                                                   | 15       | 30        | Scharia-Konflikt in Nigeria                      |
| 25. August 2017 | Syrien                       | Anschlag in ar-Raqqa                                   | IS | salafistisch, wahhabitisch                                                             | Raketen, Maschinengewehre                                      | Militärposten                                          | 34 (+12) |           | Bürgerkrieg in Syrien seit 2011                  |
| 25. August 2017 | Afghanistan                  | Anschlag in Kabul                                      | IS | salafistisch, wahhabitisch                                                             | 4 Selbstmordattentäter mit Granaten, Sturmgewehren und Messern | Moschee                                                | 28 (+4)  | 50        | Krieg in Afghanistan                             |
| 25. August 2017 | Angola                       | Anschlag in Luanda                                     | UNITA | konservativ, angolanisch-nationalistisch, christlich-demokratisch, maoistisch          | Giftgas                                                        | Veranstaltung                                          | 0        | 405+      |                                                  |
| 25. August 2017 | Myanmar                      | Anschlag in Rakhaing                                   | vermutlich ARSA | autonomistisch, rohingya-nationalistisch                                               | Entführung                                                     | Hinduistische Zivilisten                               | 45       |           | Bewaffnete Konflikte in Myanmar                  |
| 26. August 2017 | Ukraine                      | Anschlag nahe Stanyzja Luhanska                        | |                                                                                        | Entführung, Exekution                                          | Zivilist                                               | 1        | 0         | Krieg in der Ukraine seit 2014                   |
| 26. August 2017 | Ukraine                      | Anschlag in Marjinka                                   | |                                                                                        | Sprengsatz                                                     | Kontrollpunkt, Zivilisten                              | 0        | 2         | Krieg in der Ukraine seit 2014                   |
| 28. August 2017 | Irak                         | Anschlag in Bagdad                                     | IS | salafistisch, wahhabitisch                                                             | Autobombe                                                      | Markt                                                  | 12       | 30        | Aufstand im Irak (nach US-Rückzug)               |
| 28. August 2017 | Russland                     | Anschlag in Kaspijsk                                   | IS | salafistisch, wahhabitisch                                                             | Messer                                                         | Polizisten                                             | 1 (+2)   | 1         | Aufstand im Nordkaukasus                         |
| 31. August 2017 | Philippinen                  | Anschlag in Marawi                                     | |                                                                                        | Sprengstoff                                                    | Soldaten                                               | 3        | 52        | Moro-Konflikt                                    |

## September
| Datum/Beginn       | Betroffenes Land       | Anschlag                        | Täter                                                       | Politische Ausrichtung                                     | Mittel                                                                           | Ziel                                               | Tote     | Verletzte | Hintergrund                        |
| ------------------ | ---------------------- | ------------------------------- | ----------------------------------------------------------- | ---------------------------------------------------------- | -------------------------------------------------------------------------------- | -------------------------------------------------- | -------- | --------- | ---------------------------------- |
| 01. September 2017 | Ukraine                | Anschlag nahe Stanyzja Luhanska |                                                             |                                                            | Landmine                                                                         | Zivilisten                                         | 0        | 1         | Krieg in der Ukraine seit 2014     |
| 01. September 2017 | Somalia                | Anschlag in Bari                | al-Shabaab                                                  | wahhabitisch, islamistisch                                 | 2 Sprengsätze                                                                    | Markt, Soldaten                                    | 10       | 35        | Somalischer Bürgerkrieg            |
| 11. September 2017 | Ägypten                | Anschlag in Schimal Sina        | IS                                                          | salafistisch, wahhabitisch                                 | Selbstmordattentäter mit Autobombe, Sprengsätze, Maschinengewehre                | Polizeikonvoi, Rettungskräfte                      | 18 (+3)  | 10        |                                    |
| 11. September 2017 | USA                    | Anschlag in Baton Rouge         | Kenneth James Gleason                                       | rassistisch                                                | Schusswaffe                                                                      | Anwesen, Schwarze Zivilisten                       | 0        | 0         |                                    |
| 12. September 2017 | USA                    | Anschlag in Baton Rouge         | Kenneth James Gleason                                       | rassistisch                                                | Schusswaffe                                                                      | Schwarzer Zivilist                                 | 1        | 0         |                                    |
| 13. September 2017 | Frankreich             | Anschlag in Toulouse            |                                                             |                                                            | Körperliche Gewalt                                                               | Polizisten, Zivilisten                             | 0        | 7         |                                    |
| 13. September 2017 | Frankreich             | Anschlag in Dijon               | The Defense Command of the French People and the Motherland |                                                            | Glasgefäße                                                                       | Student                                            | 0        | 1         |                                    |
| 14. September 2017 | Irak                   | Anschlag in Nassirija           | IS                                                          | salafistisch, wahhabitisch                                 | 3 Selbstmordattentäter, einer mit Autobombe, Granaten, Automatische Schusswaffen | Kontrollpunkt, Restaurant, Pilger, Zivilisten      | 84 (+6)  | 93        |                                    |
| 14. September 2017 | Thailand               | Anschlag in Yala                |                                                             |                                                            | 3 Sprengsätze, Schusswaffen                                                      | Strommast, Militärfahrzeug, Polizisten, Zivilisten | 2        | 27        | Konflikt in Südthailand seit 2004  |
| 14. September 2017 | USA                    | Anschlag in Baton Rouge         | Kenneth James Gleason                                       | rassistisch                                                | Schusswaffe                                                                      | Schwarzer Zivilist                                 | 1        | 0         |                                    |
| 15. September 2017 | Frankreich             | Anschlag in Paris               |                                                             | islamistisch                                               | Messer                                                                           | Soldat                                             | 0        | 0         |                                    |
| 15. September 2017 | Vereinigtes Königreich | Anschlag in London              | Ahmed Hassan (IS)                                           | salafistisch, wahhabitisch                                 | Sprengsatz                                                                       | U-Bahn-Zug, Zivilisten                             | 0        | 69        |                                    |
| 15. September 2017 | Frankreich             | Anschlag in Chalon-sur-Saône    | The Defense Command of the French People and the Motherland |                                                            | Hammer                                                                           | Zivilisten                                         | 0        | 2         |                                    |
| 17. September 2017 | Vereinigtes Königreich | Anschlag in Belfast             |                                                             |                                                            | Schusswaffe                                                                      | Zivilist                                           | 0        | 1         | Nordirlandkonflikt                 |
| 18. September 2017 | Nigeria                | Anschlag in Borno               | Boko Haram                                                  | wahhabitisch, islamistisch                                 | 3 Selbstmordattentäter                                                           | Dorf                                               | 10 (+3)  | 46        | Scharia-Konflikt in Nigeria        |
| 18. September 2017 | Südsudan               | Anschlag in Nhialdiu            | SPLM-IO                                                     |                                                            |                                                                                  | Sicherheitskräfte, Zivilisten                      | 25+      |           | Bürgerkrieg im Südsudan seit 2013  |
| 19. September 2017 | Irak                   | Anschlag in Salah ad-Din        | IS                                                          | salafistisch, wahhabitisch                                 | 3 Selbstmordattentäter                                                           | Restaurant                                         | 3 (+3)   | 34        | Aufstand im Irak (nach US-Rückzug) |
| 19. September 2017 | Pakistan               | Anschlag in Belutschistan       | TTP, Majlis-e-Abrar                                         | deobandisch, islamisch-fundamentalistisch                  | Selbstmordattentäter                                                             | Militärpatrouille                                  | 2 (+1)   | 21        | Konflikt in Nordwest-Pakistan      |
| 20. September 2017 | Vereinigtes Königreich | Anschlag in Leicester           | Paul Moore                                                  | islamfeindlich                                             | Pkw                                                                              | Muslimische Zivilisten                             | 0        | 1         |                                    |
| 21. September 2017 | Frankreich             | Anschlag in Grenoble            | Anarchist Revolt Against Exiled Gendarmes, The Nocturnals   |                                                            | Brandstiftung                                                                    | Polizeifahrzeuge                                   | 0        | 1         |                                    |
| 21. September 2017 | Ukraine                | Anschlag in Uman                | Torpedy Group                                               |                                                            | Granate                                                                          | Jüdische Zivilisten                                | 0        | 2         | Krieg in der Ukraine seit 2014     |
| 24. September 2017 | Vereinigtes Königreich | Anschlag in Hale                | Ian Anthony Rook                                            | islamfeindlich                                             | Messer                                                                           | Nasser Kurdy                                       | 0        | 1         |                                    |
| 24. September 2017 | USA                    | Anschlag in Tennessee           | Emanuel Kidega Samson                                       |                                                            | Pistole                                                                          | Kirche                                             | 1        | 8         |                                    |
| 26. September 2017 | Frankreich             | Anschlag in Dijon               | The Defense Command of the French People and the Motherland |                                                            | Hammer                                                                           | Student, Zivilisten                                | 0        | 3         |                                    |
| 28. September 2017 | Syrien                 | Anschlag in al-Qaryatain        | IS                                                          | salafistisch, wahhabitisch                                 | Selbstmordattentäter mit Autobomben                                              | Soldaten                                           | 153+     |           | Bürgerkrieg in Syrien seit 2011    |
| 28. September 2017 | Syrien                 | Anschlag in Damaskus            | Haiʾat Tahrir asch-Scham                                    | salafistisch, wahhabitisch                                 |                                                                                  | Soldaten                                           | 50+      |           | Bürgerkrieg in Syrien seit 2011    |
| 29. September 2017 | Pakistan               | Anschlag in Peschawar           | TTP                                                         | deobandisch, islamisch-fundamentalistisch                  | Granate                                                                          | Krankenhaus, Zivilisten                            | 0        | 20        | Konflikt in Nordwest-Pakistan      |
| 29. September 2017 | Afghanistan            | Anschlag in Kabul               | IS                                                          | salafistisch, wahhabitisch                                 | Selbstmordattentäter                                                             | Moschee                                            | 5 (+1)   | 20        | Krieg in Afghanistan               |
| 30. September 2017 | Afghanistan            | Anschlag in Urusgan             | Taliban                                                     | deobandisch-fundamentalistisch, paschtunisch, islamistisch | Sprengsätze                                                                      | Sicherheitskräfte                                  | 26 (+31) | 3 (+14)   | Krieg in Afghanistan               |
| 30. September 2017 | Kanada                 | Anschlag in Edmonton            | Abdulahi Hasan Sharif                                       | islamistisch                                               | Messer, Pkw                                                                      | Polizist, Zivilisten                               | 0        | 5         |                                    |

## Oktober
| Datum/Beginn     | Betroffenes Land             | Anschlag                    | Täter                                      | Politische Ausrichtung                                     | Mittel                                                                         | Ziel                                        | Tote     | Verletzte | Hintergrund                                      |
| ---------------- | ---------------------------- | --------------------------- | ------------------------------------------ | ---------------------------------------------------------- | ------------------------------------------------------------------------------ | ------------------------------------------- | -------- | --------- | ------------------------------------------------ |
| 01. Oktober 2017 | Frankreich                   | Anschlag in Marseille       | Ahmed Hanachi                              |                                                            | Messer                                                                         | Bahnhof Marseille-Saint-Charles, Zivilisten | 2 (+1)   | 0         |                                                  |
| 01. Oktober 2017 | USA                          | Anschlag in Las Vegas       | Stephen Paddock                            | regierungsfeindlich                                        | Halbautomatische Gewehre                                                       | Musikfestival                               | 58 (+1)  | 851       |                                                  |
| 01. Oktober 2017 | Russland                     | Anschlag in Dagestan        | IS                                         | salafistisch, wahhabitisch                                 | Jagdgewehr                                                                     | Polizist                                    | 1        | 0         | Aufstand im Nordkaukasus                         |
| 02. Oktober 2017 | Syrien                       | Anschlag in al-Qaryatain    | IS                                         | salafistisch, wahhabitisch                                 | Entführung, Massenexekution                                                    | Zivilisten                                  | 128      | 0         | Bürgerkrieg in Syrien seit 2011                  |
| 04. Oktober 2017 | Ukraine                      | Anschlag in Werchnjotorezke |                                            |                                                            | Landmine                                                                       | Kraftwerksangestellte, Milizionäre          | 2        | 0         | Krieg in der Ukraine seit 2014                   |
| 04. Oktober 2017 | Libyen                       | Anschlag in Misrata         | IS                                         | salafistisch, wahhabitisch                                 | 3 Selbstmordattentäter, Autobombe                                              | Gerichtsgebäude, Zivilisten                 | 4 (+3)   | 21        | Bürgerkrieg in Libyen seit 2014                  |
| 05. Oktober 2017 | Pakistan                     | Anschlag in Belutschistan   | IS                                         | salafistisch, wahhabitisch                                 | Selbstmordattentäter                                                           | Sufi-Schrein                                | 24 (+1)  | 20+       | Konflikt in Nordwest-Pakistan                    |
| 05. Oktober 2017 | Afghanistan                  | Anschlag in Sarandsch       | Taliban                                    | deobandisch-fundamentalistisch, paschtunisch, islamistisch |                                                                                | Sicherheitskräfte                           | 24       |           | Krieg in Afghanistan                             |
| 07. Oktober 2017 | Griechenland                 | Anschlag in Athen           | Neofaschisten                              | neofaschistisch                                            | Messer, Eisenstangen                                                           | Pakistanische Zivilisten                    | 0        | 2         |                                                  |
| 07. Oktober 2017 | Demokratische Republik Kongo | Anschlag in Nord-Kivu       | ADF                                        | islamistisch                                               | Schusswaffen, Macheten, Entführung                                             | Motorradkonvoi, Zivilisten, Soldat          | 26       |           | Dritter Kongokrieg                               |
| 08. Oktober 2017 | USA                          | Anschlag in Spokane         | Jason Edward Cooper, Donald Lucas Prichard | rassistisch                                                | Pistole                                                                        | Schwarzer Zivilist                          | 0        | 1         |                                                  |
| 11. Oktober 2017 | Irak                         | Anschlag in Hīt             | IS                                         | salafistisch, wahhabitisch                                 | Selbstmordattentäter                                                           | Café                                        | 7 (+1)   | 20        | Aufstand im Irak (nach US-Rückzug)               |
| 11. Oktober 2017 | Zentralafrikanische Republik | Anschlag in Basse-Kotto     | Anti-Balaka                                | christlich                                                 |                                                                                | Moschee                                     | 26+      |           | Bürgerkrieg in der Zentralafrikanischen Republik |
| 12. Oktober 2017 | Syrien                       | Anschlag in al-Hasaka       | IS                                         | salafistisch, wahhabitisch                                 | 2 Selbstmordattentäter mit Autobomben                                          | Nachrichtenagentur, Polizisten, Flüchtlinge | 17 (+2)  | 100       | Bürgerkrieg in Syrien seit 2011                  |
| 13. Oktober 2017 | Ukraine                      | Anschlag in Marjinka        |                                            |                                                            | Scharfschützengewehr                                                           | Kontrollpunkt, Soldaten                     | 0        | 1         | Krieg in der Ukraine seit 2014                   |
| 14. Oktober 2017 | Somalia                      | Anschlag in Mogadischu      | al-Shabaab                                 | wahhabitisch, islamistisch                                 | 2 Selbstmordattentäter mit Autobomben                                          | Flughafen, Hotel, Zivilisten                | 589 (+1) | 316       | Somalischer Bürgerkrieg                          |
| 17. Oktober 2017 | Afghanistan                  | Anschlag in Ghazni          | Taliban                                    | deobandisch-fundamentalistisch, paschtunisch, islamistisch | Selbstmordattentäter mit Autobombe                                             | Polizeihauptquartier, Zivilisten            | 20 (+1)  | 46        | Krieg in Afghanistan                             |
| 17. Oktober 2017 | Afghanistan                  | Anschlag in Gardez          | Taliban                                    | deobandisch-fundamentalistisch, paschtunisch, islamistisch | 2 Selbstmordattentäter mit Autobomben, Selbstmordattentäter, Schusswaffen      | Polizeitrainingszentrum                     | 60 (+14) | 236       | Krieg in Afghanistan                             |
| 18. Oktober 2017 | Zentralafrikanische Republik | Anschlag in Basse-Kotto     | Anti-Balaka                                | christlich                                                 | Schusswaffen                                                                   | Dorf, Milizionäre                           | 26       | 24        | Bürgerkrieg in der Zentralafrikanischen Republik |
| 18. Oktober 2017 | Pakistan                     | Anschlag in Belutschistan   | TTP                                        | deobandisch, islamisch-fundamentalistisch                  | Selbstmordattentäter mit Autobombe                                             | Polizeikonvoi, Zivilisten                   | 7 (+1)   | 22        | Konflikt in Nordwest-Pakistan                    |
| 19. Oktober 2017 | Russland                     | Anschlag in Inguschetien    |                                            |                                                            | Fahrzeug, Messer                                                               | Polizeikontrollpunkt                        | 0 (+1)   | 3 (+1)    | Aufstand im Nordkaukasus                         |
| 19. Oktober 2017 | Afghanistan                  | Anschlag in Kandahar        | Taliban                                    | deobandisch-fundamentalistisch, paschtunisch, islamistisch | Mehrere Selbstmordattentäter mit Autobomben, Schusswaffen                      | Militärstützpunkt                           | 43 (+10) | 9         | Krieg in Afghanistan                             |
| 19. Oktober 2017 | Pakistan                     | Anschlag in Gwadar          | Baluch Liberation Front                    | belutschisch-nationalistisch                               | Granate                                                                        | Hotel                                       | 0        | 26        | Belutschistankonflikt                            |
| 20. Oktober 2017 | Afghanistan                  | Anschlag in Kabul           | IS                                         | salafistisch, wahhabitisch                                 | Selbstmordattentäter                                                           | Moschee                                     | 56 (+1)  | 55        | Krieg in Afghanistan                             |
| 20. Oktober 2017 | Afghanistan                  | Anschlag in Ghor            | IS                                         | salafistisch, wahhabitisch                                 | Selbstmordattentäter                                                           | Moschee                                     | 33 (+1)  | 10        | Krieg in Afghanistan                             |
| 28. Oktober 2017 | Somalia                      | Anschlag in Mogadischu      | al-Shabaab                                 | wahhabitisch, islamistisch                                 | 2 Selbstmordattentäter mit Autobomben, 2 Selbstmordattentäter mit Schusswaffen | Hotel, Zivilisten                           | 29 (+4)  | 41        | Somalischer Bürgerkrieg                          |
| 28. Oktober 2017 | Vereinigtes Königreich       | Anschlag in Ballymoney      |                                            |                                                            | Schlagstöcke                                                                   | Zivilist                                    | 0        | 1         | Nordirlandkonflikt                               |
| 31. Oktober 2017 | Afghanistan                  | Anschlag in Kabul           | IS                                         | salafistisch, wahhabitisch                                 | Selbstmordattentäter                                                           | Diplomatenviertel                           | 9 (+1)   | 21        | Krieg in Afghanistan                             |
| 31. Oktober 2017 | USA                          | Anschlag in New York City   | Sayfullo Habibullaevic Saipov              | islamistisch                                               | Kleintransporter                                                               | Zivilisten, Schulbus                        | 8        | 12 (+1)   |                                                  |

## November
| Datum/Beginn      | Betroffenes Land             | Anschlag                     | Täter                                                | Politische Ausrichtung                                     | Mittel                                                            | Ziel                                             | Tote      | Verletzte | Hintergrund                                      |
| ----------------- | ---------------------------- | ---------------------------- | ---------------------------------------------------- | ---------------------------------------------------------- | ----------------------------------------------------------------- | ------------------------------------------------ | --------- | --------- | ------------------------------------------------ |
| 01. November 2017 | Afghanistan                  | Anschlag in Tscharikar       |                                                      |                                                            | Haftbombe an Tankwagen                                            | Bus                                              | 15        | 27        | Krieg in Afghanistan                             |
| 03. November 2017 | Syrien                       | Anschlag in al-Quneitra      | Haiʾat Tahrir asch-Scham                             | salafistisch, wahhabitisch                                 | Selbstmordattentäter mit Autobombe, Raketen, Schusswaffen         | Kontrollpunkt, Dorf                              | 9 (+1)    | 23        | Bürgerkrieg in Syrien seit 2011                  |
| 04. November 2017 | Syrien                       | Anschlag nahe Deir ez-Zor    | IS                                                   | salafistisch, wahhabitisch                                 | Selbstmordattentäter mit Autobombe                                | Flüchtlingszentrum                               | 75 (+1)   | 140       | Bürgerkrieg in Syrien seit 2011                  |
| 05. November 2017 | Russland                     | Anschlag in Inguschetien     |                                                      |                                                            | Selbstmordattentäter, Schusswaffen                                | Polizeikontrollpunkt                             | 1 (+2)    | 5         | Aufstand im Nordkaukasus                         |
| 05. November 2017 | Jemen                        | Anschlag in Aden             | IS, vermutlich al-Qaida auf der Arabischen Halbinsel | salafistisch, wahhabitisch                                 | 2 Selbstmordattentäter mit Autobomben, Brandstiftung, Geiselnahme | Polizeigebäude, Zivilisten                       | 46 (+9)   | 47        | Bürgerkrieg im Jemen seit 2015                   |
| 07. November 2017 | Afghanistan                  | Anschlag in Kabul            | IS                                                   | salafistisch, wahhabitisch                                 | Selbstmordattentäter, Granate(n), Schusswaffe(n)                  | Fernsehsender                                    | 2 (+3)    | 20        | Krieg in Afghanistan                             |
| 08. November 2017 | Vereinigtes Königreich       | Anschlag in Derry            |                                                      |                                                            | Schusswaffe, Schlagstock                                          | Zivilisten                                       | 0         | 2         | Nordirlandkonflikt                               |
| 11. November 2017 | Zentralafrikanische Republik | Anschlag in Bangui           | Muslimische Extremisten                              | muslimisch                                                 | Granaten                                                          | Friedenskonzert                                  | 4         | 20        | Bürgerkrieg in der Zentralafrikanischen Republik |
| 12. November 2017 | Vereinigtes Königreich       | Anschlag in Derry            | Irisch-republikanische Extremisten                   | irisch-republikanisch                                      | Schusswaffe                                                       | Zivilist                                         | 0         | 1         | Nordirlandkonflikt                               |
| 12. November 2017 | Vereinigtes Königreich       | Anschlag in Merseyside       |                                                      |                                                            | Brandstiftung                                                     | Anwesen, Syrische Familie                        | 0         | 5         |                                                  |
| 13. November 2017 | Afghanistan                  | Anschläge in Kandahar        | Taliban                                              | deobandisch-fundamentalistisch, paschtunisch, islamistisch | Schusswaffe(n)                                                    | Polizeikontrollpunkte                            | 22 (+45)  | 15 (+35)  | Krieg in Afghanistan seit 2001                   |
| 14. November 2017 | Syrien                       | Anschlag in Harasta          | Ahrar al-Scham                                       | salafistisch, sunnitisch-islamistisch                      | Artillerie                                                        | Militärstützpunkt                                | 37+ (+20) |           | Bürgerkrieg in Syrien seit 2011                  |
| 15. November 2017 | Pakistan                     | Anschlag in Belutschistan    | Balochistan Liberation Army, Baluch Liberation Front | belutschisch-nationalistisch                               | Entführung                                                        | Arbeiter                                         | 20        | 0         | Konflikt in Nordwest-Pakistan                    |
| 17. November 2017 | Syrien                       | Anschlag in Deir ez-Zor      | IS                                                   | salafistisch, wahhabitisch                                 | Selbstmordattentäter mit Autobombe                                | Flüchtlinge                                      | 20 (+1)   | 30        | Bürgerkrieg in Syrien seit 2011                  |
| 19. November 2017 | Russland                     | Anschlag in Urus-Martanowski |                                                      |                                                            | Handgranate, Schusswaffen                                         | Polizeikontrollpunkt                             | 0 (+2)    | 0         | Aufstand im Nordkaukasus                         |
| 20. November 2017 | Kamerun                      | Anschlag in Kolofata         | Boko Haram                                           | wahhabitisch, islamistisch                                 | Selbstmordattentäter                                              | Markt                                            | 2 (+1)    | 20        | Scharia-Konflikt in Nigeria                      |
| 21. November 2017 | Irak                         | Anschlag in Tuz Churmatu     | vermutlich IS                                        | salafistisch, wahhabitisch                                 | Selbstmordattentäter mit Autobombe                                | Markt                                            | 36 (+1)   | 85        | Aufstand im Irak (nach US-Rückzug)               |
| 21. November 2017 | Nigeria                      | Anschlag in Mubi             | Boko Haram                                           | wahhabitisch, islamistisch                                 | Selbstmordattentäter                                              | Moschee                                          | 58 (+1)   | 40        | Scharia-Konflikt in Nigeria                      |
| 24. November 2017 | Ägypten                      | Anschlag in Bir al-Abd       | Islamischer Staat                                    | salafistisch, wahhabitisch                                 | Raketenwerfer, Sprengsätze, Maschinengewehre, Brandstiftung       | Gläubige in Moschee, eintreffende Rettungskräfte | 311+      | 127+      | Sinai-Aufstand                                   |
| 24. November 2017 | Uganda                       | Anschlag nahe Moyo           | vermutlich SPLM-IO                                   |                                                            | Schuss- und Stichwaffen                                           | Flüchtlingshelfer                                | 2         | 2         | Bürgerkrieg im Südsudan seit 2013                |
| 26. November 2017 | Zentralafrikanische Republik | Anschlag in Mbomou           | Anti-Balaka                                          | christlich                                                 | Schusswaffen                                                      | MINUSCA-Soldaten                                 | 1         | 3         | Bürgerkrieg in der Zentralafrikanischen Republik |
| 27. November 2017 | Irak                         | Anschlag in Diyala           | IS                                                   | salafistisch, wahhabitisch                                 | 2 Selbstmordattentäter mit Schusswaffen                           | Gesundheitszentrum, Café                         | 8 (+2)    | 21        | Aufstand im Irak (nach US-Rückzug)               |
| 27. November 2017 | Südsudan                     | Anschlag in Jonglei          | SPLM-IO                                              |                                                            | Schusswaffen                                                      | Dörfer, Hilfsarbeiter                            | 68+       | 19        | Bürgerkrieg im Südsudan seit 2013                |
| 29. November 2017 | Vereinigtes Königreich       | Anschlag in Belfast          |                                                      |                                                            | Schusswaffe                                                       | Zivilist                                         | 0         | 1         | Nordirlandkonflikt                               |
| 30. November 2017 | Südsudan                     | Anschlag in Bahr al-Ghazal   | Nuer White Army                                      |                                                            |                                                                   | Zivilisten                                       | 19        | 20        | Bürgerkrieg im Südsudan seit 2013                |

## Dezember
| Datum/Beginn      | Betroffenes Land             | Anschlag                             | Täter                              | Politische Ausrichtung                                     | Mittel                                                          | Ziel                                       | Tote    | Verletzte | Hintergrund                                      |
| ----------------- | ---------------------------- | ------------------------------------ | ---------------------------------- | ---------------------------------------------------------- | --------------------------------------------------------------- | ------------------------------------------ | ------- | --------- | ------------------------------------------------ |
| 01. Dezember 2017 | Irak                         | Anschlag in al-Anbar                 |                                    |                                                            | Sprengstoff                                                     | Zivilisten                                 | 25+     | 0         | Aufstand im Irak (nach US-Rückzug)               |
| 01. Dezember 2017 | Pakistan                     | Anschlag in Peschawar                | TTP                                | deobandisch, islamisch-fundamentalistisch                  | 3 Selbstmordattentäter mit Granaten und Sturmgewehren           | Wohnheim                                   | 9 (+3)  | 37        | Konflikt in Nordwest-Pakistan                    |
| 02. Dezember 2017 | Nigeria                      | Anschlag in Borno                    | Boko Haram                         | wahhabitisch, islamistisch                                 | 2 Selbstmordattentäterinnen                                     | Markt                                      | 13 (+2) | 53        | Scharia-Konflikt in Nigeria                      |
| 04. Dezember 2017 | Zentralafrikanische Republik | Anschlag in Bria                     | Anti-Balaka                        | christlich                                                 | Sturmgewehre                                                    | MINUSCA-Kontrollpunkt vor Flüchtlingslager | 1       | 3         | Bürgerkrieg in der Zentralafrikanischen Republik |
| 07. Dezember 2017 | Zentralafrikanische Republik | Anschlag in Kaga-Bandoro             |                                    |                                                            | Schusswaffe                                                     | Hilfsarbeiter                              | 1       | 0         | Bürgerkrieg in der Zentralafrikanischen Republik |
| 07. Dezember 2017 | USA                          | Anschlag in Aztec                    | William Atchison                   | rassistisch, frauenfeindlich                               | Pistole                                                         | Schule                                     | 2 (+1)  | 0         |                                                  |
| 07. Dezember 2017 | Demokratische Republik Kongo | Anschlag in Nord-Kivu                | ADF                                | islamistisch                                               | Schusswaffen                                                    | Militärstützpunkt                          | 20      | 53        | Dritter Kongokrieg, ADF-Konflikt                 |
| 07. Dezember 2017 | Vereinigtes Königreich       | Anschlag in Derry                    |                                    |                                                            | Schusswaffe                                                     | Zivilist                                   | 0       | 1         | Nordirlandkonflikt                               |
| 11. Dezember 2017 | USA                          | Anschlag in New York City            | Akayed Ullah                       |                                                            | Selbstmordattentäter                                            | Port Authority Bus Terminal                | 0       | 3 (+1)    |                                                  |
| 12. Dezember 2017 | Irak                         | Anschlag in Tuz Churmatu             | The Owners of the White Flags      |                                                            | 5-6 Mörser                                                      | Zivilisten                                 | 2       | 20        | Aufstand im Irak (nach US-Rückzug)               |
| 14. Dezember 2017 | Somalia                      | Anschlag in Mogadischu               | al-Shabaab                         | wahhabitisch, islamistisch                                 | Selbstmordattentäter                                            | Polizeikaserne                             | 18 (+1) | 15        | Somalischer Bürgerkrieg                          |
| 17. Dezember 2017 | Pakistan                     | Anschlag in Quetta                   | IS                                 | salafistisch, wahhabitisch                                 | 2 Selbstmordattentäter mit Granaten und Sturmgewehren           | Kirche                                     | 9 (+2)  | 56        | Konflikt in Nordwest-Pakistan                    |
| 18. Dezember 2017 | Afghanistan                  | Anschlag in Laschkar Gah             | Taliban                            | deobandisch-fundamentalistisch, paschtunisch, islamistisch | Selbstmordattentäter mit Autobombe                              | Polizeikontrollpunkt                       | 2 (+1)  | 31        | Krieg in Afghanistan                             |
| 20. Dezember 2017 | Griechenland                 | Anschlag in Thessaloniki             | Minorities of Metropolitan Attacks |                                                            | Ziegelsteine                                                    | Gebäude                                    | 0       | 1         |                                                  |
| 21. Dezember 2017 | Australien                   | Anschlag in Melbourne                | Saeed Noori                        |                                                            | Fahrzeug                                                        | Zivilisten                                 | 1       | 17 (+1)   |                                                  |
| 22. Dezember 2017 | USA                          | Anschlag in Harrisburg               | Ahmed Aminamin El-Mofty            |                                                            | Schusswaffen                                                    | Polizeifahrzeuge                           | 0 (+1)  | 1         |                                                  |
| 23. Dezember 2017 | Vereinigtes Königreich       | Anschlag in Belfast                  | Irisch-Republikanische Extremisten | irisch-republikanisch                                      | Schusswaffe                                                     | Zivilist                                   | 0       | 1         | Nordirlandkonflikt                               |
| 24. Dezember 2017 | Deutschland                  | Anschlag in Berlin                   |                                    |                                                            | Selbstmordattentäter mit mit Benzinkanistern beladenem Fahrzeug | SPD-Parteigebäude                          | 0       | 0 (+1)    |                                                  |
| 24. Dezember 2017 | Deutschland                  | Anschlag in Berlin                   |                                    |                                                            | Brandbeschleuniger                                              | CDU-Parteigebäude                          | 0       | 0         |                                                  |
| 24. Dezember 2017 | Südsudan                     | Anschlag in Unity                    | SPLM-IO                            |                                                            |                                                                 | Dorf                                       | 15      | 26        | Bürgerkrieg im Südsudan seit 2013                |
| 26. Dezember 2017 | Vereinigtes Königreich       | Anschlag in Derry                    |                                    |                                                            | Schusswaffe                                                     | Zivilist                                   | 0       | 1         | Nordirlandkonflikt                               |
| 27. Dezember 2017 | Russland                     | Anschlag in Sankt Petersburg         | Dmitry Lukyanenko                  |                                                            | Sprengsatz                                                      | Supermarkt                                 | 0       | 18        |                                                  |
| 28. Dezember 2017 | Afghanistan                  | Anschlag in Kabul                    | IS                                 | salafistisch, wahhabitisch                                 | Selbstmordattentäter, 2 Sprengsätze                             | Kulturzentrum, Zivilisten                  | 50 (+1) | 80+       | Krieg in Afghanistan seit 2001                   |
| 29. Dezember 2017 | Irak                         | Anschläge in Salah ad-Din und Kirkuk | IS                                 | salafistisch, wahhabitisch                                 |                                                                 | Zivilisten                                 | 70+     |           | Aufstand im Irak (nach US-Rückzug)               |
| 30. Dezember 2017 | Vereinigtes Königreich       | Anschlag in Belfast                  |                                    |                                                            | Schusswaffe                                                     | Zivilisten                                 | 0       | 2         | Nordirlandkonflikt                               |
| 30. Dezember 2017 | Ukraine                      | Anschlag in Charkiw                  |                                    |                                                            | Geiselnahme                                                     | Postamt                                    | 0       | 0 (+1)    | Krieg in der Ukraine seit 2014                   |
| 30. Dezember 2017 | Nigeria                      | Anschlag in Borno                    | Boko Haram                         | wahhabitisch, islamistisch                                 | Schusswaffen, Brandstiftung                                     | Holzfäller                                 | 25      |           | Scharia-Konflikt in Nigeria                      |
| 30. Dezember 2017 | Nigeria                      | Anschlag in Borno                    | Boko Haram                         | wahhabitisch, islamistisch                                 |                                                                 | Flüchtlinge                                | 50+     |           | Scharia-Konflikt in Nigeria                      |
| 31. Dezember 2017 | Kamerun                      | Anschlag in Extrême-Nord             | vermutlich Boko Haram              | wahhabitisch, islamistisch                                 | Selbstmordattentäterin                                          | Café                                       | 1 (+1)  | 28        | Scharia-Konflikt in Nigeria                      |